# Alfred Hugenberg
Alfred Ernst Christian Alexander Hugenberg (Hanôver, 19 de junho de 1865 – Kükenbruch, 12 de março de 1951) foi um influente empresário e político alemão. Uma figura importante na política nacionalista na Alemanha durante as três primeiras décadas do século XX, Hugenberg se tornou o principal proprietário de mídia do país durante a década de 1920. Como líder do Partido Popular Nacional Alemão, ele ajudou Adolf Hitler a se tornar chanceler da Alemanha e serviu em seu primeiro gabinete em 1933, na esperança de controlar Hitler e usá-lo como sua ferramenta. O plano falhou e, no final de 1933, Hugenberg foi deixado de lado. Embora tenha continuado a servir como membro convidado do Reichstag até 1945, não exerceu qualquer influência política. Após a Segunda Guerra Mundial, ele foi detido pelos britânicos em 1946 e classificado como "exonerado" em 1951, após passar por desnazificação.
Formado em economia e direito, cofundou em 1891 a organização nacionalista que se tornaria a Liga Pangermânica. Atuou no serviço público prussiano, em empresas privadas e, mais tarde, como presidente do conselho da siderúrgica Krupp (1909–1918), o que lhe garantiu posições de destaque em conselhos empresariais. Durante a Primeira Guerra, defendia a expansão territorial alemã para o leste e responsabilizava judeus e socialistas pela derrota militar 
Após a guerra, voltou-se à política e à formação de um império midiático, iniciado com a compra da editora Scherl (1916), e ampliado com a agência Telegraphen-Union, diversos jornais e, em 1927, o controle da produtora de filmes Universum Film AG (Ufa). Seus veículos competiam com os grandes grupos liberais, muitos de origem judaica, como a Ullstein e Mosse.
Como membro do Partido Popular Nacional Alemão (DNVP), participou da Assembleia Nacional de Weimar (1919–1920) e do Reichstag até 1945. Financiava majoritariamente o partido e liderava sua ala mais radical, posicionando-se contra o Plano Dawes e buscando desestabilizar a república com propostas autoritárias. Após o fracasso eleitoral de 1928, assumiu a presidência do partido com poderes quase ditatoriais, o que levou à cisão da legenda e à saída de importantes industriais.
Apoiou Adolf Hitler timidamente após o Putsch da Cervejaria de 1923 e aprofundou a aliança com os nazistas em 1929, ao tentar barrar o Plano Young. Em 1931, participou da formação da Frente Harzburg, tentativa de união conservadora contra o governo Brüning — iniciativas que fortaleceram mais os nazistas do que o DNVP.
Em 1933, percebendo o erro estratégico, Hugenberg ainda assim ingressou no gabinete de Hitler como ministro da Economia e da Agricultura, mas logo foi isolado e forçado a renunciar após cinco meses, no mesmo dia em que o DNVP se dissolveu. Sem influência política, acabou por perder também seus ativos de mídia para o regime nazista. Foi detido pelos britânicos após a Segunda Guerra Mundial e faleceu em 1951.

## Biografia

### Infância e filosofia política
Nascido em Hanôver, filho de Carl Hugenberg, um oficial real hanôveriano que em 1867 entrou no Landtag Prussiano como membro do Partido Liberal Nacional, o jovem Hugenberg estudou direito em Göttingen, Heidelberg e Berlim, bem como economia em Estrasburgo. Quando criança, ele adorava escrever poesia, o que foi fortemente desencorajado por seu pai, que, em vez disso, criou Hugenberg para ser um burocrata como ele.  Em 1891, Hugenberg obteve o título de doutor em Estrasburgo pela sua dissertação Colonização Interna no Noroeste da Alemanha,  na qual expôs três ideias que orientaram o seu pensamento político durante o resto da sua vida:
- A necessidade de políticas econômicas estatistas para permitir que os agricultores alemães tenham sucesso. [12]
- Apesar da necessidade do Estado ajudar os agricultores, o agricultor alemão deveria ser encorajado a agir como um empreendedor, criando assim uma classe de agricultores/pequenos empresários bem-sucedidos que agiriam como um baluarte contra o apelo dos social-democratas marxistas, que Hugenberg via como uma grave ameaça ao status quo. [12]
- Finalmente, permitir que os agricultores alemães fossem bem-sucedidos exigia uma política de imperialismo, como Hugenberg argumentou com base no darwinismo social de que o "poder e a importância da raça alemã" poderiam ser garantidos se a Alemanha colonizasse outras nações. [12] Hugenberg sustentou que a prosperidade da Alemanha dependia de ter um grande império e argumentou que, no próximo século XX, a Alemanha teria que lutar contra três grandes rivais, nomeadamente a Grã-Bretanha, os Estados Unidos e a Rússia, pela supremacia mundial. [12]

Mais tarde, em 1891, Hugenberg foi cofundador, junto com Karl Peters, da ultranacionalista Liga Geral Alemã e, em 1894, de seu movimento sucessor, a Liga Pangermânica (em alemão: Alldeutscher Verband). De 1894 a 1899, Hugenberg trabalhou como funcionário público prussiano em Posen (atual Poznań, Polônia).  Em 1900, ele se casou com sua prima em segundo grau, Gertrud Adickes (1868–1960), com quem teve quatro filhos. Gertrude era filha de Franz Burchard Adickes, prefeito de Frankfurt.
Filho de uma família de classe média alta, Hugenberg inicialmente se ressentiu dos Junkers (nobreza fundiária), mas com o tempo passou a aceitar a ideia de “controle feudal-industrial da Alemanha”, acreditando numa aliança de Junkers e industriais.  Paralelamente a estas crenças, Hugenberg manteve uma crença ardente no imperialismo e uma oposição à democracia e ao socialismo. 
Ao mesmo tempo, Hugenberg envolveu-se num esquema na província de Posen, no qual a Comissão de Colonização Prussiana comprou terras aos polacos para aí fixar alemães étnicos. Em 1899, Hugenberg apelou à "aniquilação da população polaca". Hugenberg era fortemente antipolonês e criticou o governo prussiano por suas políticas polonesas "inadequadas", favorecendo uma política mais vigorosa de germanização. 
Hugenberg inicialmente assumiu um papel na organização de sociedades agrícolas antes de entrar no serviço público do Ministério das Finanças da Prússia em 1903. Hugenberg entrou em conflito com seus superiores, que se opuseram aos seus planos de confiscar todas as propriedades improdutivas dos Junkers a fim de fixar centenas de milhares de alemães étnicos que se tornariam os seus pequenos empresários-agricultores idealizados e “germanizariam” o Leste. 

### Presidente da Krupp Steel

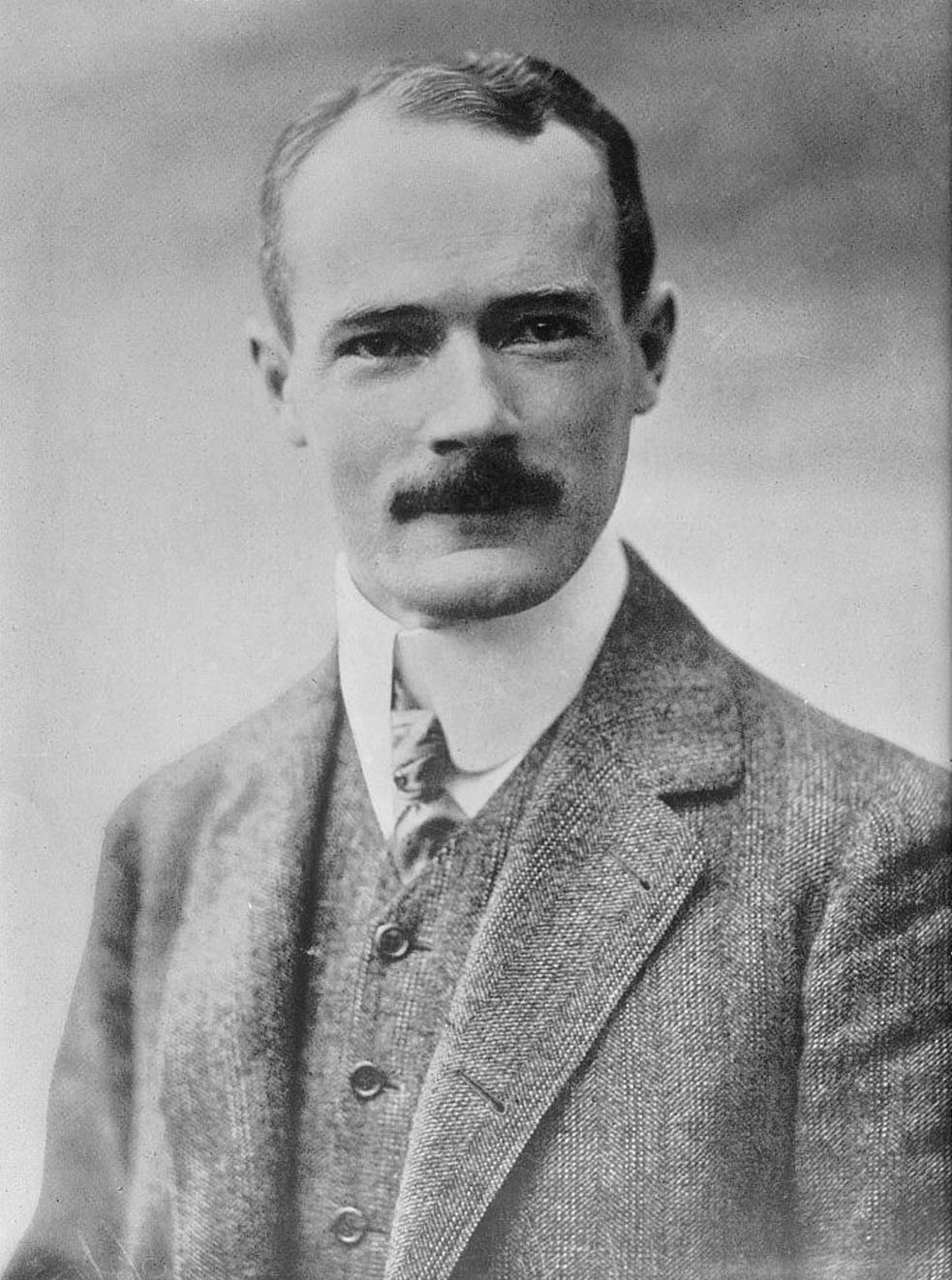
Gustav Krupp von Bohlen und Halbach em 1915

Posteriormente, ele deixou o setor público para seguir carreira nos negócios e, em 1909, foi nomeado presidente do conselho de supervisão da Krupp Steel, onde construiu um relacionamento pessoal e político próximo com o Barão Gustav Krupp von Bohlen und Halbach, CEO da Krupp AG.  Krupp estava “à procura de um homem de inteligência realmente superior” para dirigir o departamento financeiro da Krupp AG e encontrou esse homem em Hugenberg, com sua inteligência e ética de trabalho “extraordinárias”.  Em 1902, a homossexualidade de Friedrich Alfred Krupp foi revelada ao público. Ele suicidou-se ou morreu de doença pouco depois de o jornal social-democrata Vorwärts publicar cartas de amor que escreveu aos seus amantes italianos. Após a morte de Krupp, toda a empresa Krupp AG foi deixada para sua filha mais velha, Bertha Krupp. Como a Krupp AG era uma das maiores fabricantes de armas do mundo e a principal fornecedora de armas para o estado alemão, a gestão da Krupp AG era de algum interesse para o estado, e o Imperador Guilherme II não acreditava que uma mulher fosse capaz de administrar um negócio. Para resolver esse problema percebido, o Imperador fez com que Bertha se casasse com um diplomata de carreira, Gustav von Bohlen und Halbach, que era considerado pelo Imperador como um homem seguro para dirigir a Krupp AG. Gustav Krupp, como foi renomeado por Wilhelm, sabia pouco sobre como administrar um negócio e, por isso, dependia da ajuda de seu conselho. O papel de Hugenberg na gestão da Krupp AG foi, portanto, consideravelmente maior do que seria indicado pelo seu título de diretor financeiro; de muitas maneiras, ele foi o homem que efetivamente dirigiu a corporação Krupp durante seus dez anos na empresa, entre 1908 e 1918. 
Durante seu tempo na Krupp AG, Hugenberg era conhecido por sua "inflexibilidade", "teimosia" e "hipócrita", pois lutava constantemente com os dois sindicatos que representavam os trabalhadores, um aliado aos sociais-democratas (SPD) e o outro ao Partido do Centro.  Hugenberg não aprovou nenhum dos sindicatos e, em vez disso, patrocinou um sindicato "amarelo" que representava a administração, tornando seu mandato um período de disputas intermináveis com os trabalhadores.  Hugenberg favoreceu a ideia de uma Werksgemeinschaft (trad. comunidade econômica), onde a família Krupp atuaria como autoridade patriarcal para seus trabalhadores, concedendo-lhes salários mais altos e até mesmo ações menores na Krupp AG, em troca das quais os trabalhadores seriam subservientes e leais à die Firma (“a empresa”) como a Krupp AG sempre foi chamada.  Muito pouco resultou dos seus planos para uma Werksgemeinschaft, e as condições de vida e salários dos trabalhadores da die Firma não mudou muito durante o tempo de Hugenberg.  O interesse de Hugenberg em que os trabalhadores tivessem suas próprias casas surgiu apenas de seu interesse em acabar com as demandas por democracia e socialismo. Suas fortes visões darwinistas sociais o levaram a argumentar que o problema da pobreza era um problema genético, com os pobres herdando genes ruins que os tornavam malsucedidos na vida. Melhorar o seu nível de vida era, para ele, apenas necessário para pôr fim às exigências de mudança política e social, em oposição a um objetivo positivo em si mesmo. 
Na época, a Krupp AG era a maior corporação da Europa e uma das maiores corporações do mundo, e o sucesso de Hugenberg em aumentar os dividendos anuais de 8% em 1908 para 14% em 1913 rendeu-lhe muita admiração no mundo dos negócios alemães.  Uma aparição menos bem-vinda no centro das atenções ocorreu com o caso Kornwalzer, no qual o membro social-democrata do Reichstag, Karl Liebknecht, expôs a espionagem industrial de Hugenberg.  A direção da Krupp AG nem sequer tentou negar as alegações de suborno e espionagem industrial, com a Krupp a argumentar num artigo de imprensa que qualquer ataque à empresa Krupp AG era um ataque à capacidade do Estado alemão de travar uma guerra pelo SPD socialista-pacifista, e embora vários funcionários juniores da Krupp AG tenham sido condenados por corrupção, Hugenberg e o resto do conselho da Krupp nunca foram indiciados.  Em 1912, o Imperador Guilherme II concedeu pessoalmente a Hugenberg a Ordem da Águia Vermelha pelo seu sucesso na Krupp AG, afirmando que a Alemanha precisava de mais empresários como Hugenberg.  Na cerimónia, Hugenberg elogiou o Imperador no seu discurso de aceitação e continuou dizendo que a democracia não melhoraria a condição da classe trabalhadora alemã, mas apenas uma "Alemanha muito mais rica, muito maior e muito mais poderosa" resolveria os seus problemas.  Depois que os sociais-democratas conquistaram o maior número de assentos no Reichstag nas eleições de 1912, Hugenberg começou a se interessar pela mídia. Ele acreditava que os partidos de centro-direita e de direita, como os Liberais Nacionais e os Conservadores, precisavam de mais jornais para defender as suas opiniões. 

## Primeira Guerra Mundial

### Crenças anexacionistas
Além de administrar as finanças de Krupp com considerável sucesso, Hugenberg também começou a desenvolver interesses comerciais pessoais a partir de 1916, incluindo uma participação majoritária na revista nacional de notícias Die Gartenlaube (O caramanchão do jardim). Em 1914, Hugenberg saudou o início da Primeira Guerra Mundial e retomou seu trabalho com seu amigo próximo Heinrich Class da Liga Pangermânica.  Durante a guerra, Hugenberg era um anexacionista que queria que a guerra terminasse com a Alemanha anexando partes da Europa, África e Ásia para tornar o Reich alemão na maior potência do mundo.  Em setembro de 1914, Hugenberg e Class coescreveram um memorando que estabelecia a plataforma anexacionista, que exigia que, uma vez vencida a guerra, a Alemanha anexaria a Bélgica e o norte da França, o poder marítimo britânico terminaria e a Rússia seria reduzida às "fronteiras existentes na época de Pedro, o Grande".  Além disso, a Alemanha anexaria todas as colônias britânicas, francesas e belgas na África subsaariana e criaria uma "união econômica" abrangendo a Alemanha, a França, a Áustria-Hungria, a Itália, as nações escandinavas e as nações dos Balcãs, que seriam dominadas pelo Reich.  Finalmente, o memorando Hugenberg-Class apelava a uma política de colonização na Europa de Leste, onde o Estado alemão instalaria milhares de agricultores alemães nas terras anexadas ao Império Russo.  Em 7 de novembro de 1914, Hugenberg e Class apresentaram seu memorando à Associação Central dos Industriais Alemães, à União dos Industriais e à Liga dos Agricultores Alemães para pedir seu apoio, que foi concedido, embora com o pedido de que Hugenberg e Class reescrevessem seu memorando para remover parte da linguagem social darwinista mais direta. 

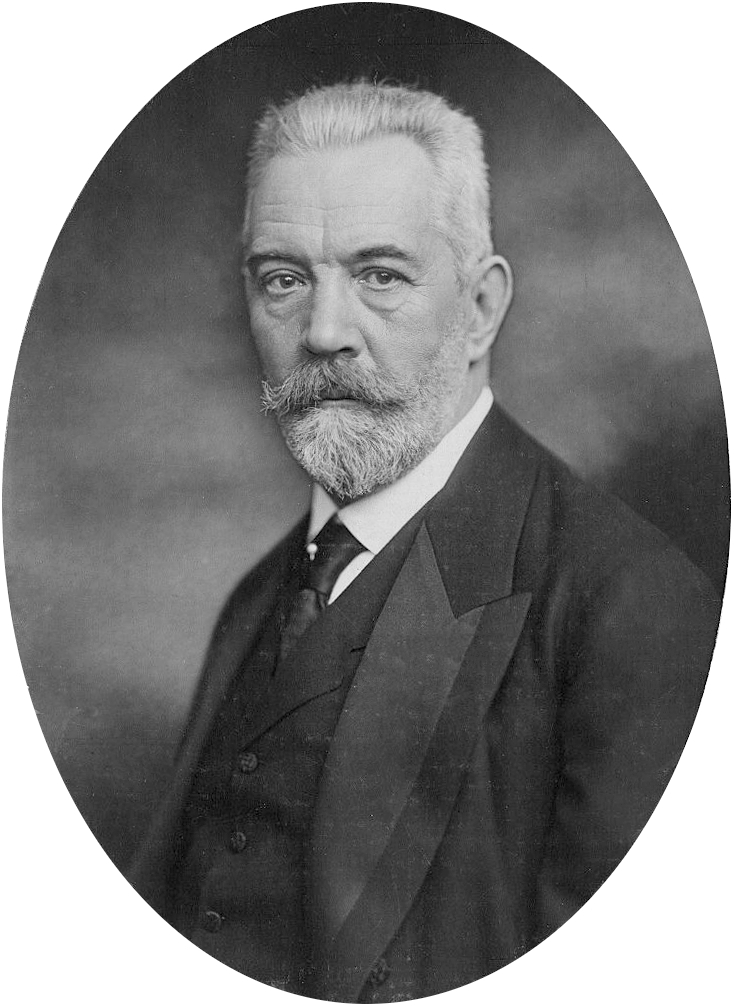
Chanceler Theobald von Bethmann Hollweg em 1913

O chanceler, Theobald von Bethmann Hollweg, era inicialmente um anexacionista, mas se recusou a apoiá-los em público. Segundo a Constituição de 1871, o Reichstag tinha poderes limitados, um dos quais era o direito de aprovar orçamentos. Nas eleições de 1912, os sociais-democratas conquistaram mais assentos no Reichstag do que qualquer outro partido. Em 1914, eles se dividiram em duas facções: os Sociais-Democratas Independentes se opunham à guerra e os Sociais-Democratas da Maioria apoiavam a guerra, alegando que a Rússia estava supostamente prestes a atacar a Alemanha. Entretanto, a maioria dos sociais-democratas se opunha aos anexacionistas e, para garantir sua cooperação na aprovação de orçamentos, Bethmann Hollweg se recusou a apoiá-los em público. Septemberprogramm de Bethmann Hollweg – redigido em setembro de 1914, numa época em que se acreditava que a queda de Paris era iminente, já que os exércitos alemães estavam quase chegando à capital francesa, e deveria ser emitido quando Paris caísse – era notavelmente semelhante ao memorando de Hugenberg–Class.
Além de sua filiação à Liga Pangermânica, Hugenberg tinha uma razão mais pessoal para ser um anexacionista. Juntamente com seus amigos industriais Emil Kirdorf, Hugo Stinnes e Wilhelm Beukenberg, Hugenberg fundou em 1916-1917 uma série de corporações para explorar as partes ocupadas da Bélgica e do norte da França.  Essas empresas eram favorecidas pelo Exército, que governava a Bélgica e a França ocupadas. O marechal de campo Paul von Hindenburg e o general Erich Ludendorff – ambos firmes anexacionistas – apreciaram a vontade de Hugenberg de gastar milhões de marcos para mobilizar o apoio público para a sua causa.  Em 1918, após o Tratado de Brest-Litovsk, Hugenberg fundou duas corporações, a Landgesellschaft Kurland mbH e a Neuland AG, que tinham um orçamento combinado de 37 milhões de marcos, para estabelecer fundos cooperativos que fariam empréstimos a centenas de milhares de agricultores alemães que ele esperava que em breve se instalassem na Europa Oriental.  Após a derrota da Alemanha em 1918 ter posto fim aos planos de fixação de agricultores alemães no Lebensraum (biótopo) da Europa de Leste, Hugenberg usou o dinheiro que tinha sido atribuído aos planos de colonização na Europa de Leste para comprar jornais. 

### Início do império da mídia
Acreditando que Bethmann Hollweg não era um deles, Hugenberg, como o resto dos anexacionistas, passou os anos de 1914 a 1917 atacando-o como essencialmente um traidor.  Em 1915, Hugenberg publicou um telegrama para Class em nome das câmaras de comércio unidas do Ruhr, exigindo que Guilherme II demitisse Bethmann Hollweg e, se o imperador não quisesse, que os militares depusessem Bethmann Hollweg, afirmando que se o Reich não conseguisse atingir a plataforma anexacionista uma vez vencida a guerra, isso causaria uma revolução da direita que acabaria com a monarquia.  Foi o interesse de Hugenberg em mobilizar apoio aos anexacionistas e derrubar Bethmann Hollweg que o levou à mídia, já que em 1916 Hugenberg começou a comprar jornais e editoras para criar mais órgãos para a expressão de suas visões imperialistas.  Hugenberg foi secretamente auxiliado pelo estado em seus esforços para construir um império de mídia, tanto mais que o estado desconfiava dos jornais liberais de propriedade dos irmãos Ullstein e de Rudolf Mosse, todos judeus, levando o estado a solicitar que um círculo de empresários "patriotas" emprestasse a Hugenberg os fundos necessários para comprar jornais.  Os aliados mais importantes de Hugenberg que lhe emprestaram dinheiro foram vários membros da família Krupp. 
Após comprar a cadeia de jornais Scherl em julho de 1916, Hugenberg anunciou, na primeira reunião do conselho sob sua gestão, que havia comprado a corporação Scherl apenas para defender objetivos de guerra anexionistas e pan-germânicos, e que quaisquer editores que se opusessem às suas visões expansionistas deveriam renunciar imediatamente, antes que ele os demitisse.  Ao comprar a empresa Scherl, Hugenberg adquiriu o jornal berlinense Der Tag (O Dia), que se tornou o jornal principal do seu império mediático.  Der Tag tinha uma circulação diária de 18.000 a 20.000 exemplares quando Hugenberg trouxe Scherl em 1916 e era um jornal de "qualidade" lido principalmente por pessoas instruídas da classe média.  Outro jornal Scherl foi o Berliner Lokal-Anzeiger, um jornal destinado a leitores de classe média baixa que tinha uma circulação diária de um quarto de milhão; Der Tag era o jornal de maior prestígio, mas o Lokal-Anzieger era o mais lucrativo.  O biógrafo de Hugenberg, John Leopold, escreveu: "Este sucesso tão visível da empresa Scherl levou à acusação de que Hugenberg era um aproveitador de guerra e um manipulador inescrupuloso da inflação do pós-guerra. Isso era inegavelmente verdade. Durante o período de 1914 a 1924, Hugenberg havia estabelecido com segurança a base de todo o seu sindicato. Suas transações comerciais estavam repletas de planos para comprar e vender ações de diferentes empresas, a criação de novas corporações como holdings para assumir várias empresas, contratos com confidentes atuando como intermediários e esquemas constantes para sonegar impostos. Hugenberg explorou o direito societário, que conhecia tão bem, e usou sua própria perspicácia financeira, tão bem desenvolvida, para garantir seu império. Ele conhecia as regras do jogo e as manipulou com total vantagem." 

### Desilusão do pós-guerra
Hugenberg permaneceu na Krupp até 1918, quando decidiu montar seu próprio negócio e, durante a Grande Depressão, conseguiu comprar dezenas de jornais locais. O crescente envolvimento de Hugenberg em causas pangermânicas e anexionistas, juntamente com o seu interesse em construir um império mediático, fez com que se afastasse de Krupp, o que ele considerou uma distração do que realmente lhe interessava.  Esses jornais tornaram-se a base de sua editora, Scherl House, e, depois que ele adicionou interesses majoritários na Universum Film AG (UFA), Ala-Anzeiger AG, Vera Verlag e Telegraphen Union, ele teve um quase monopólio na mídia alemã, que ele usou para agitar a oposição à República de Weimar entre as classes médias da Alemanha. Apesar do seu império mediático, Hugenberg detestava os intelectuais e evitava a sua companhia tanto quanto possível.  Viciado em trabalho, Hugenberg raramente ia ao cinema ou ao teatro e passava a maior parte do seu tempo livre na sua mansão em Dahlem (o bairro mais caro de Berlim) ou na sua propriedade em Rohbraken.  Suas únicas férias eram para visitar o spa de Bad Kissingen uma vez por ano para tratar sua obesidade e visitar seu amigo Leo Wegener em Kreuth, na Baviera, cerca de duas vezes por ano.  Nas palavras do seu biógrafo, Hugenberg viveu "...a vida de um burguês impassível, rodeado de colegas de negócios, familiares e amigos que reforçavam as suas ideias básicas". 
Para Hugenberg, o grande trauma de sua vida foi a derrota da Alemanha na Primeira Guerra Mundial, que ele atribuiu à Revolução de Novembro, a "punhalada nas costas" que supostamente derrotou o Reich justamente quando se alegava estar à beira da vitória.  Hugenberg sempre esteve convencido de que a Alemanha se recuperaria da derrota de 1918, ainda mais porque ele acreditava que os militares alemães não haviam sido realmente derrotados em 1918. No seu ponto de vista, como foi a "punhalada nas costas" que causou a derrota, tudo o que era necessário era simplesmente remover os "traidores" da cena para vencer a próxima guerra mundial que ele esperava que ocorresse num futuro próximo.  Na perspectiva de Hugenberg, tal como a Guerra dos Trinta Anos foi seguida pela ascensão de Brandemburgo/Prússia, e a derrota esmagadora da Prússia por Napoleão em 1806 foi seguida pela Guerra de Libertação em 1813-1814, também o estado prussiano-alemão se ergueria novamente para emergir vitorioso sobre os seus inimigos.  A devoção de Hugenberg às "filosofias sociais darwinistas e nietzschianas", com a sua ênfase no poder da força de vontade que ele tinha abraçado no final do século XIX, reforçou ainda mais o seu compromisso em fazer a sua parte para promover o renascimento da Alemanha. 

## Líder nacionalista

### Partido Popular Nacional Alemão

Logotipo do Partido Popular Nacional Alemão (DNVP)

Hugenberg foi um dos vários pan-germânicos que se envolveram no Partido Liberal Nacional na preparação para a Primeira Guerra Mundial. Durante a guerra, suas opiniões mudaram bruscamente para a direita. Assim, ele mudou sua lealdade para o Partido da Pátria e se tornou um de seus principais membros, enfatizando a expansão territorial e o antissemitismo como suas duas principais questões políticas. Em 1919, Hugenberg seguiu a maioria do Partido da Pátria para o Partido Popular Nacional Alemão (Deutschnationale Volkspartei, DNVP), que ele representou na Assembleia Nacional de Weimar, que escreveu a Constituição de 1919 da República de Weimar. Ele foi eleito para o Reichstag nas eleições de 1920 para o novo órgão. Hugenberg definiu seus interesses como encontrar uma "cura para o clima doentio e louco" da República de Weimar, que para ele era "poder e o uso do poder".  Influenciado por Otto von Bismarck e Guilherme II, Hugenberg acreditava na Sammlungspolitik ("a política de união") para criar uma ampla oposição nacional à República de Weimar e manter unido o DNVP, que tinha fortes tendências cismáticas. 
Incapaz de encontrar objetivos positivos que fossem capazes de manter o DNVP unido, e muito menos de criar o tipo de unidade nacional que ele desejava, Hugenberg passou a definir sua Sammlungspolitik em termos negativos, procurando encontrar "inimigos" para proporcionar uma unidade no ódio.  Em seu primeiro discurso perante o Reichstag, Hugenberg chamou o Ministro das Finanças, Matthias Erzberger, de "traidor" por ter assinado o Armistício de 1918, e afirmou que suas políticas como Ministro das Finanças visavam vincular o Reich à “escravatura económica internacional”.  Para criar a união desejada, Hugenberg apoiou o que era conhecido na época como Katastrophenpolitik (política de catástrofes), acreditando que quanto pior as coisas estivessem, mais cedo a República de Weimar terminaria.  Depois de discursar em 1919, Hugenberg não faria mais um discurso no Reichstag até 1929, e raramente falava em reuniões da Associação do Reich da Indústria Alemã; no entanto, sua capacidade de doar milhões de marcos para suas causas favoritas fez dele uma figura importante dentro do DNVP.  Hugenberg era um orador pobre e desprovido de charme.  Aqueles que o conheciam bem afirmavam que ele "não era um homem, mas um muro" devido à sua extrema obstinação, pois detestava qualquer tipo de compromisso, e frequentemente se afirmava que ele "não era um homem fácil" de lidar. 

### Crescimento do império da mídia
Em 1920, Hugenberg fundou um tablóide populista, o Berliner Illustrierte Nachtausgabe, que se tornou seu jornal mais lucrativo, com uma circulação diária de 216.000 exemplares em 1929.  As propriedades de mídia mais importantes de Hugenberg eram a Telegraphen-Union, que ele fundou em 1921 comprando e fundindo a Dammert Verlag GmbH, o Deutscher Handelsdienst e o Westdeutscher Handelsdienst.  A Telegraphen-Union (TU) desempenhou um papel na comunicação social alemã análogo ao da Reuters no Reino Unido e da Associated Press nos Estados Unidos, empregando cerca de 250 jornalistas em trinta escritórios em todo o mundo para cobrir notícias nacionais e internacionais para jornais mais pequenos na Alemanha que não tinham condições de pagar correspondentes nacionais e internacionais.  No auge da sua influência, cerca de 1.600 jornais na Alemanha subscreviam a Telegraphen-Union, tornando-se um concorrente eficaz do Telegraph Bureau, propriedade do jornalista liberal e judeu Theodor Wolff.  Hugenberg fundou a TU para competir com o Telegraph Bureau após reclamações de conservadores alemães sobre "viés liberal" no Telegraph Bureau, de propriedade de Wolff.  Embora a Telegraphen-Union foi descrito como "não partidário", sua cobertura de notícias nacionais e estrangeiras tendia a ser muito simpática aos partidos políticos de direita que se opunham à República de Weimar.  Os jornais de Hugenberg martelavam constantemente a mensagem de que a República de Weimar nasceu de uma "punhalada nas costas" e que os seus líderes eram os "criminosos de Novembro".  Aqueles que apoiavam tais pontos de vista eram sempre descritos como "os especialistas", enquanto os que se opunham eram "políticos partidários", criando a impressão de que a crença na "punhalada nas costas" era a verdade objetiva, enquanto os que se opunham eram pessoas que perseguiam subjetivamente a sua própria agenda.  Para reforçar o ponto, os documentos de Hugenberg atribuíram todos os problemas concebíveis na Alemanha à derrota de 1918, ao mesmo tempo em que pintavam um quadro contrafactual de que o Império seria uma utopia caso a guerra tivesse terminado em vitória em 1918.
Em cidades como Berlim, os jornais de Hugenberg tiveram de competir com os jornais liberais detidos pelas famílias Ullstein e Mosse, e o império mediático de Hugenberg foi mais influente nas pequenas cidades e áreas rurais da Alemanha, onde os jornais detidos por Hugenberg eram a principal fonte de notícias da maioria das pessoas.  Mesmo nas áreas onde Hugenberg não possuía os jornais, os jornais locais dependiam da Telegraphen-Union de propriedade de Hugenberg. para notícias fora das suas áreas; cerca de 600 jornais nas áreas rurais e pequenas cidades da Alemanha reimprimiram exclusivamente artigos escritos por jornalistas da TU para as suas notícias nacionais e internacionais.  Durante a República de Weimar, a Alemanha tinha cerca de 3.000 jornais, dos quais apenas 14 eram propriedade de Hugenberg.  Foi através da TU que cerca de 1.600 jornais, principalmente em áreas rurais e pequenas cidades, usados para notícias nacionais e internacionais, influenciaram Hugenberg. 
Embora Hugenberg fosse frequentemente descrito como representante dos interesses dos industriais, John Leopold escreveu: "Sua insistência nacionalista na autarquia e sua oposição diametral a todas as formas de sindicalismo não representavam a atitude da maioria dos empresários, mas a ideologia da Liga Pangermânica. Não mais preocupado com os lucros e perdas de qualquer indústria além de seu império de mídia, Hugenberg estava livre para criticar as demandas imediatas dos industriais por soluções práticas e voltou às soluções simplistas defendidas pelos pangermânicos desde a era pré-guerra".  As visões darwinistas sociais de Hugenberg permaneceram inalteradas, pois ele argumentava que a "sobrevivência do mais apto" deveria se tornar "o princípio vital do desenvolvimento", uma postura que o colocou em desacordo com os líderes da ala esquerda do DNVP, como Hans Schlange-Schöningen, Gottfried Treviranus, Walther Lambach e Gustav Hülser, homens que compartilhavam sua veemente oposição ao marxismo, mas se opunham ao seu severo darwinismo social.  Entre os membros do Reichstag do DNVP com quem Hugenberg se associou estavam o general Wilhelm von Dommes, emissário do imperador no exílio; o almirante Alfred von Tirpitz; Gottfried Gok, um líder pan-germânico; e Theodor Duesterberg de Der Stahlhelm.  Hugenberg fundou um thinktank, o Wirtschaftsvereiningung zur Förderung der geistigen Wiederaufbaukräfte (Associação Econômica para a Promoção das Forças Intelectuais da Reconstrução) para promover suas ideias, enquanto vivia um estilo de vida pseudo-aristocrático em sua propriedade em Rohbraken.  Em 1922, juntamente com o industrial Emil Kirdorf, Hugenberg criou um fundo de investimento conhecido como Webegemeinschaft que serviu para subsidiar grupos “muito eficazes politicamente, mas não comercialmente lucrativos”.  Hugenberg era o presidente do fundo, que começou com 600.000 marcos e teve uma média de um quarto de milhão de marcos em subsídios para qualquer grupo que Hugenberg e Kirdorf aprovassem. 

### Oposição às reparações
Em janeiro de 1923, quando a Alemanha deixou de pagar suas reparações à França, o primeiro-ministro francês Raymond Poincaré ordenou a ocupação do Ruhr, marcando o início da "resistência passiva" que levou à hiperinflação. Como um defensor da Katastrophenpolitik, Hugenberg acolheu a inflação de forma um tanto perversa como o início do fim da República de Weimar, argumentando que o desastre económico despertaria o furor teutonicus que levaria ao “Terceiro Reich”.  Num ensaio que escreveu na época, afirmou que o que a Alemanha precisava era de um líder que tivesse o carisma para "atrair as massas para trás de si como o flautista de Hamelin... Apenas alguns o farão e podem fazer isto. Nós, todo o espectro dos não-socialistas, não podemos fazer mais do que preparar o caminho para estes poucos. Esperançosamente, encontraremos aquilo que desejamos."  Neste espírito, Hugenberg declarou que não se pode "ser radical o suficiente".  Foi durante o ano de crise de 1923 que o almirante Alfred von Tirpitz sugeriu que Hugenberg deveria prosseguir com a chancelaria porque não havia outra "personalidade na Alemanha que fosse tão adequada para trazer o entendimento 'rápido' necessário para a salvação do nosso país e tão adequado à situação".  A decisão de Gustav Stresemann, do Partido Popular Alemão, até então considerado parte da "oposição nacional", de aceitar a chancelaria e pôr fim à resistência passiva em setembro de 1923, foi condenada por Hugenberg como uma traição.  Stresemann tornou-se um Vernunftrepublikaner (“republicano pela razão” – alguém que ainda era leal à monarquia em seu coração, mas aceitava a república como a alternativa menos ruim), e na medida em que suas políticas visavam a estabilidade econômica e política, ele se tornou alvo de imenso ódio de Hugenberg. 
Em Novembro de 1923, quando os nazistas lançaram o Putsch da Cervejaria em Munique, receberam pela primeira vez uma cobertura significativa nos jornais de Hugenberg.  Adolf Hitler e os outros líderes nazistas foram retratados como patriotas bem-intencionados, mas equivocados, que tentavam acabar com a República de Weimar da maneira errada.  Em um editorial no München-Augsburger Abendzeitung de propriedade de Hugenberg jornal, Hitler foi elogiado como um "orador excepcionalmente popular" que "libertou" as mentes de "inúmeros trabalhadores do socialismo internacional", mas o golpe foi condenado com base no argumento de que "Vocês devem reunir e não dispersar! Vocês devem unir e não separar!" 
Para acabar com a hiperinflação de 1923, uma nova moeda, o Reichsmark, foi criada para substituir o inútil Papiermark, os pagamentos de reparação foram reduzidos através do Plano Dawes e um enorme empréstimo à Alemanha foi concedido em Nova Iorque.  Os banqueiros americanos insistiram que a ferrovia estatal Deutsche Reichsbahn fosse oferecida como garantia do empréstimo, o que por sua vez exigiu a alteração da constituição com uma maioria de dois terços dos votos no Reichstag .  Como o DNVP obteve bons resultados nas eleições de maio de 1924, para alterar a constituição seriam necessários os votos dos membros do Reichstag do DNVP, que dividiram o partido em dois.  Os industriais que apoiavam o DNVP eram a favor do plano Dawes e ameaçaram cortar o financiamento do partido para sempre se votasse contra o Plano Dawes, enquanto outra facção ainda estava ligada à Katastrophenpolitik favoreceu a rejeição do Plano Dawes, alegando que o regresso ao caos económico de 1923 seria a melhor forma de pôr fim à República de Weimar.  Hugenberg emergiu como um dos líderes da última facção que queria rejeitar o Plano Dawes, escrevendo amargamente na época que "dois terços do povo alemão, incluindo aqueles por trás do Partido Popular Nacional Alemão, estão internamente preparados para deixar que a liberdade, a honra e o futuro de suas terras sejam vendidos em troca de algumas moedas de prata".  Quando a votação ocorreu em 27 de agosto de 1924, 49 membros do DNVP do Reichstag votaram a favor do Plano Dawes, enquanto 48 votaram contra; Hugenberg faltou à votação com um atestado médico dizendo que estava muito doente para comparecer ao Reichstag naquele dia. 
Desde que o DNVP concordou em apoiar o governo de Hans Luther, Hugenberg ficou mais amargurado, escrevendo uma série de ensaios em fevereiro-março de 1925, mais tarde publicados como um livro, que incluíam versos como "isso fede no Reich alemão “e os “falsos líderes pertencem aos asilos”.  Na eleição presidencial de 1925, os jornais de Hugenberg apoiaram Paul von Hindenburg para presidente, apesar das reservas privadas de Hugenberg, pois ele acreditava que Hindenburg como presidente daria mais legitimidade à República.  O principal receio de Hugenberg era que o DNVP, sob a liderança de Kuno von Westarp, estivesse a mover-se numa direcção "conservadora", o que significava que estava a começar a tornar-se num partido conservador de "grande tenda", como o Partido Conservador Britânico, que combinava diferentes grupos de interesse e, como resultado, estava a suavizar a sua ideologia a favor de uma abordagem pragmática ao poder. 

### Discussões sobre o Putsch com Heinrich Class

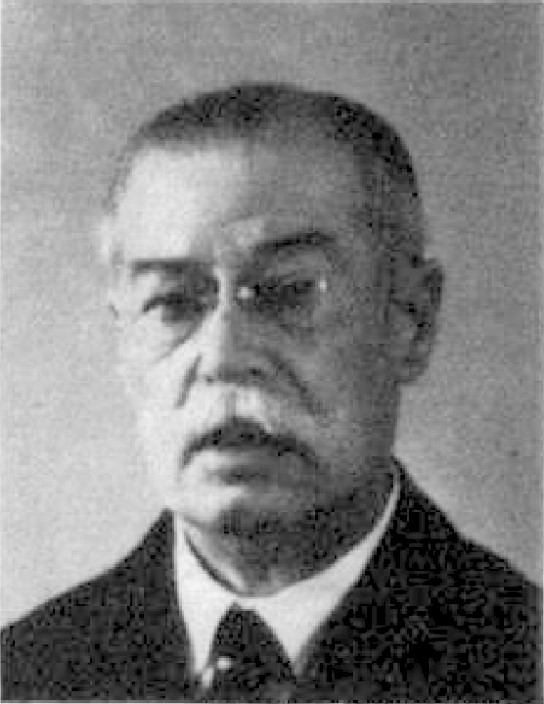
Heinrich Class, cujos planos para um golpe incluíam Hugenberg

Em janeiro de 1926, Hugenberg estava envolvido em um plano de golpe organizado por seu bom amigo, Henrich Class, pedindo ao presidente Hindenburg que nomeasse como chanceler alguém que fosse inaceitável para o Reichstag, o que levaria a uma moção de censura.  Hindenburg responderia dissolvendo o Reichstag e renunciando enquanto a campanha eleitoral estava em andamento; o chanceler se tornaria presidente interino, e Class planejou que ele emitisse uma declaração de lei marcial e se tornasse o "regente do Reich".  A classe planejou que Hugenberg servisse como ministro das finanças no novo governo.  Os sociais-democratas controlavam a Prússia e a polícia prussiana prendeu os envolvidos no esquema de Class.  Nenhum dos acusados foi levado a julgamento, excepto Class, e o juiz rejeitou as acusações por falta de provas, afirmando que apenas falar de um golpe não era a mesma coisa que planear um golpe.  As acusações chamaram muita atenção para Hugenberg, e o porta-voz da imprensa de Hugenberg, Ludwig Bernhard, usou o caso para elogiá-lo como um grande patriota alemão que usou sua fortuna para comprar jornais e proteger a imprensa alemã das famílias "estrangeiras" Ullstein e Mosse. Bernhard observou que as famílias Mosse e Ullstein eram judias, enquanto Hugenberg não era. 
O panfleto de Bernhard tornou Hugenberg conhecido pela primeira vez.  Foi durante este período que os amigos de Hugenberg, como Class e Leo Wegener, começaram a promover Hugenberg e seu império empresarial como uma espécie de marca, apesar de sua manifesta falta de charme, adotando orgulhosamente o rótulo "imprensa de Hugenberg" para descrever seu império de mídia, e lhe deram a imagem de um líder super-herói corporativo que poderia salvar a Alemanha.  O fato de Hugenberg raramente falar em público durante esse período ajudou seus esforços, dando a ele uma aura de mistério. Como o DNVP participou de várias coligações, Hugenberg emergiu como um dos principais críticos dentro do partido da abordagem do líder do partido, Kuno von Westarp, acusando-o de estar traindo os princípios do partido.  Em 1927, a imprensa Scherl publicou os ensaios de Hugenberg de 1925 como Streiflichter aus Vergangenheit und Gegenwart (Destaques do Passado e do Presente), no qual atacou as políticas associadas a Westarp e desafiou implicitamente a sua competência para ser o líder do DNVP.  Em março de 1927, Hugenberg comprou a UFA, o maior estúdio cinematográfico da Europa, o que lhe trouxe ainda mais atenção.  Hugenberg apresentou a compra da UFA como uma jogada política e não comercial. Os jornais de Hugenberg anunciaram em alto e bom som que a UFA tinha sido criada para impedir que “republicanos, judeus e internacionalistas” fizessem mais filmes na UFA. 

## Líder do DNVP

### Destituição de Westarp como presidente do partido

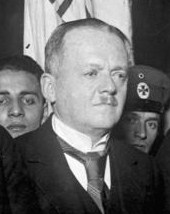
Kuno von Westarp, presidente do DNVP antes de Hugenberg

O DNVP sofreu pesadas perdas nas eleições de 1928, levando à nomeação de Hugenberg como único presidente em 21 de outubro do mesmo ano. Hugenberg levou o partido a uma direção muito mais radical do que a que havia tomado sob seu líder anterior, Kuno Graf von Westarp. Após a eleição de 1928, um membro do Reichstag do DNVP, Walther Lambach, publicou um artigo na revista Politische Wochenschrift, dizendo que o fraco desempenho do DNVP na eleição foi devido ao seu monarquismo. Lambach argumentou que a grande maioria do povo alemão não ansiava pelo retorno do Imperador exilado, e a ênfase do partido neste ponto estava alienando o público, que passou a aceitar a República.  Lambach concluiu seu artigo escrevendo que o DNVP precisava de um Volkskonservatismus (conservadorismo popular) que abordava as preocupações dos alemães comuns e que a restauração da monarquia não era uma delas. 
Hugenberg era o líder dos puristas monarquistas do DNVP, para quem nenhuma mudança na plataforma do partido era aceitável, e ele começou a pressionar o DNVP para expulsar Lambach como forma de derrubar Westarp, que apenas concordou em censurar Lambach por seu artigo.  Por instigação de Hugenberg, a secção de Potsdam do DNVP expulsou Lambach por conta própria em Julho de 1928, apresentando Westarp com um facto consumado, que mostrou como os membros de base do partido se sentiam em relação ao caso Lambach.  Hugenberg deu seguimento a este triunfo com um artigo dizendo que o DNVP "não era um partido parlamentar no sentido próprio da palavra, mas um grande grupo de homens - uma comunidade de opinião, não uma comunidade de interesses", o que, na sua opinião, tinha causado a degeneração do DNVP dos seus princípios fundamentais, dos quais o artigo de Lambach era apenas o exemplo mais deplorável e recente.  Hugenberg argumentou que o DNVP não poderia mudar os seus valores, escrevendo: "Só um partido ideológico que é liderado e que lidera pode salvar a alma e a economia do povo alemão!"  Usando Lambach como um substituto para o seu ataque a Westarp, Hugenberg argumentou que o DNVP não poderia ser um brei ("mistura") de pessoas com valores diferentes, como monarquistas e republicanos, e só poderia ser liderada por um líder “forte” fanaticamente devotado à defesa dos valores do partido, que lideraria num estilo autoritário, pelo qual claramente se referia a si próprio.  Lambach recorreu da sua expulsão e foi-lhe permitido regressar ao DNVP, argumentando que ele próprio ainda era monarquista e que o seu artigo tinha apenas como objectivo suscitar discussão. 
No entanto, o caso Lambach galvanizou os membros do DNVP contra Westarp e a favor de Hugenberg, que sabiam que o DNVP convocaria um congresso do partido no final daquele ano, que teria o poder de eleger um novo líder, e que o caso Lambach era uma dádiva de Deus.  Usando o caso Lambach como seu grito de guerra, Hugenberg fez uma campanha agressiva entre os membros do partido, muito ajudado pelo fato de que a Liga Pan-Germânica havia assumido muitas das filiais locais do DNVP.  Quando o congresso do partido foi aberto em 20 de outubro de 1928, Westarp ficou na defensiva desde o início, pois foi forçado a se desculpar pelo fraco desempenho do DNVP na eleição mais recente e apelou aos próprios delegados por ideias sobre como melhorar a imagem do partido, fazendo-o parecer um líder fraco.  Em contraste, Hugenberg – que embora carecesse de charme e carisma – foi capaz de se apresentar como um homem com um plano definido para restaurar a sorte do partido.  O facto de os membros da Liga Pan-Germânica estarem sobrerrepresentados no congresso do partido favoreceu ainda mais Hugenberg, que foi eleito o novo líder do DNVP em 21 de Outubro de 1928.  Como parte de sua campanha contra Westarp, Hugenberg enfatizou seu sucesso como empresário, mas ao mesmo tempo também enfatizou que era tão rico que era independente das grandes empresas e poderia seguir sua própria linha.  Hugenberg deu a impressão de que o DNVP não precisaria de mais doações de grandes empresas, pois ele era tão rico que financiaria o DNVP inteiramente do seu próprio bolso. 

### Nacionalismo e oFührerprinzip
Ele esperava usar o nacionalismo radical para restaurar a sorte do partido e, eventualmente, derrubar a constituição de Weimar e instalar uma forma autoritária de governo. Até este ponto, a política de direita fora da extrema-direita estava a passar por um processo de reconciliação com a República de Weimar, mas este terminou sob Hugenberg, que renovou os anteriores apelos do DNVP para a sua destruição imediata. Sob sua direção, um novo manifesto do DNVP apareceu em 1931, demonstrando a mudança para a direita. Entre as suas exigências estavam a restauração imediata da monarquia de Hohenzollern, a reversão dos termos do Tratado de Versalhes, o recrutamento militar obrigatório, a retomada do império colonial alemão, um esforço concertado para construir laços mais estreitos com os povos de língua alemã fora da Alemanha (especialmente na Áustria), uma diluição do papel do Reichstag para o de um órgão de supervisão, uma recém-criada casa profissional de nomeados que lembra o estado corporativo de Benito Mussolini e a redução da percebida sobre-representação dos judeus na vida pública alemã. 
Hugenberg também procurou eliminar a democracia interna do partido e incutir um Führerprinzip dentro do DNVP, levando alguns membros a se separarem para fundar o Partido Popular Conservador (KVP) no final de 1929.  Mais pessoas seguiriam em junho de 1930, horrorizadas com a extrema oposição de Hugenberg ao gabinete de Heinrich Brüning, um moderado que alguns dentro do DNVP queriam apoiar.  Apesar da experiência de Hugenberg na indústria, esse eleitorado abandonou gradualmente o DNVP sob sua liderança, em grande parte devido a um sentimento geral entre os industriais de que Hugenberg era muito inflexível, e logo o partido se tornou a principal voz dos interesses agrários no Reichstag. A relutância de Hugenberg em que o DNVP entrasse no gabinete de Brüning deixou os industriais muito amargurados, que se queixaram de que o DNVP sob a sua liderança era um partido de oposição perpétua e, como resultado, o maior contribuidor para o DNVP em 1931 tornou-se o próprio Hugenberg, o que teve o efeito de consolidar o seu controlo. 
Hugenberg tinha comprado o estúdio UFA – a maior produtora cinematográfica da Alemanha e da Europa – com o objectivo de fazer filmes “nacionais” de direita, mas neste caso, a sua preocupação com os lucros sobrepôs-se à sua ideologia.  A transição do cinema mudo para o cinema falado impôs custos significativos à UFA, que optou por produzir principalmente filmes concebidos para o maior público possível, a fim de recuperar os custos de instalação do equipamento de som.  Entre 1930 e 1933, apenas um número limitado de filmes da UFA eram do tipo de filmes "nacionais" que Hugenberg havia imaginado quando trouxe a UFA, e dos filmes "nacionais" apenas Flötenkonzert von Sans-souci (1930), Yorck (1931), Im Geheimdienst (1931) e Morgenrot (1933) foram um sucesso de bilheteria.  Apesar do seu antissemitismo, Hugenberg não despediu os muitos judeus que trabalhavam na UFA como realizadores, argumentistas, atores, etc., pois não queria perder nenhum talento para estúdios rivais. 

## Política da polarização

### Oposição ao Plano Young e colaboração com os nazistas
Hugenberg tinha uma grande estratégia para derrubar "o Sistema", como os inimigos da República de Weimar sempre o chamavam.  Hugenberg acreditava na política de polarização segundo a qual a política alemã seria dividida em dois blocos, o bloco "nacional" de direita, cujo líder ele imaginava ser ele próprio, e a esquerda marxista, composta pelos social-democratas e pelos comunistas.  Como parte da sua estratégia de polarização, Hugenberg pretendia aproveitar questões controversas e apresentá-las de uma forma altamente inflamatória, a fim de criar uma situação em que se pudesse estar a favor ou contra o bloco "nacional", o que se pretendia conduzir ao declínio eleitoral de todos os partidos centristas na Alemanha.  Leopold observou que Hugenberg “debatia questões políticas em termos de uma disjunção simplista e filosófica – um homem ou era a favor da nação ou era contra ela”.  Hugenberg escreveu em 1929, num memorando que delineava a sua política planeada de polarização, que “o destino é apenas para os fracos e os doentes. O homem forte e saudável molda o seu destino e o da sua nação com a sua própria vontade”.  Hugenberg acreditava que as mesmas competências que fizeram um magnata da comunicação social de sucesso derrubariam a República de Weimar, enquanto ele prosseguia deliberadamente a sua estratégia de Sammlung (unindo-se) como ele chamou sua estratégia polarizadora.  Como parte dessa polarização, ele planejou transformar o DNVP de um partido que trabalhava dentro do Reichstag para promover os seus objectivos – que era aquilo em que o DNVP se tinha tornado mais ou menos sob Westarp – num movimento que trabalharia pela destruição do "Sistema".  Hugenberg pretendia inicialmente que a sua questão central fosse a reforma constitucional, mas abandonou-a na primavera de 1929 por ser "demasiado abstracta" para a maioria das pessoas, em favor da oposição ao Plano Young para reparações. 
Aproveitando uma cláusula da constituição de Weimar que permitia a convocação de um referendo se um número suficiente de pessoas assinasse uma petição a exigi-lo, Hugenberg decidiu, em junho de 1929, recolher assinaturas para um referendo sobre o Plano Young, que tinha como objetivo desacreditar o governo da "grande coligação" liderado pelo chanceler social-democrata Hermann Müller.  Usando uma linguagem altamente emocional e visceral, Hugenberg e os seus jornais apresentaram o Plano Young – que na verdade reduziu as reparações – nos termos mais duros possíveis como uma forma de "escravatura financeira" para "os filhos dos nossos filhos", o que reduziria os padrões de vida na Alemanha para um nível de pobreza "asiático" (na altura, o termo pobreza "asiática" referia-se ao que hoje seria chamado de padrão de vida do Terceiro Mundo).  Ao pressionar por um referendo sobre o Plano Young, Hugenberg, como pretendido, forçou o governo da "grande coligação" de Müller a defender o Plano Young, enquanto Hugenberg, como líder da oposição, sentiu-se livre para fazer promessas extravagantes sobre o que faria se fosse chanceler, alegando que o Reich não pagaria nenhuma reparação se estivesse no comando. Mesmo na época, era amplamente reconhecido que o estatuto de Hugenberg como líder da oposição, livre dos encargos do cargo, lhe permitia o luxo de não sugerir uma "alternativa realista" ao Plano Young.  Isso ocorreu principalmente porque o governo francês havia concordado que, em troca da aceitação do Plano Young pela Alemanha, a França encerraria sua ocupação da Renânia no verão de 1930, cinco anos antes do que o Tratado de Versalhes havia previsto. Na época, os críticos de Hugenberg apontaram que, se o Plano Young fosse rejeitado, a ocupação francesa da Renânia continuaria até o verão de 1935, um aspecto da estratégia rejeicionista de Hugenberg no qual ele nunca se ateve. A estratégia de Hugenberg era negativa e pretendia criar o "bloco nacional" que ele imaginava, o que significava que poderia haver pouca discussão sobre o que o "bloco nacional" pretendia alcançar, uma vez que havia demasiadas divisões na direita alemã para um programa positivo, e em vez disso o "bloco nacional" deveria ser unido pelo que era contra, em vez do que era a favor. 
Hugenberg se opôs veementemente ao Plano Young e criou um "Comitê do Reich para a Petição do Povo Alemão" para se opor a ele, com nomes como Franz Seldte, Heinrich Class, Theodor Duesterberg e Fritz Thyssen. Em 9 de julho de 1929, Hugenberg fundou o Comitê do Reich sobre a Iniciativa Alemã para fazer campanha contra o Plano Young, que os jornais de Hugenberg saudaram como o desenvolvimento político mais importante.  Hugenberg viu o referendo como o início da contra-revolução, escrevendo na época que graças a ele "surgiu uma frente que conhece apenas um objetivo: como a revolução [de 1918] pode ser superada e uma nação de homens livres pode ser novamente feita de alemães".  Para atingir este objectivo, Hugenberg recebeu 551.000 Reichsmarks da corporação Scherl para despesas discricionárias e outros 400.000 para "fins especiais", tendo gasto tudo isto no referendo.  No entanto, ele reconheceu que o DNVP e seu grupo de elite de aliados não tinham apoio popular suficiente para rejeitar o plano. Por isso, Hugenberg sentiu que precisava de um nacionalista com apoio das classes trabalhadoras, a quem pudesse recorrer para incitar o sentimento popular contra o Plano. Adolf Hitler era o único candidato realista, e Hugenberg decidiu que usaria o líder do Partido Nazista para conseguir o que queria. Como resultado, o Partido Nazi tornou-se rapidamente o destinatário da generosidade de Hugenberg, tanto em termos de doações monetárias como de cobertura favorável da imprensa detida por Hugenberg, que anteriormente ignorava Hitler ou o denunciava como socialista. Joseph Goebbels, que tinha um profundo ódio por Hugenberg, inicialmente falou em particular sobre romper com Hitler por causa da aliança, mas mudou de ideia quando Hugenberg concordou que Goebbels deveria cuidar da propaganda da campanha, dando ao Partido Nazista acesso ao império de mídia de Hugenberg.

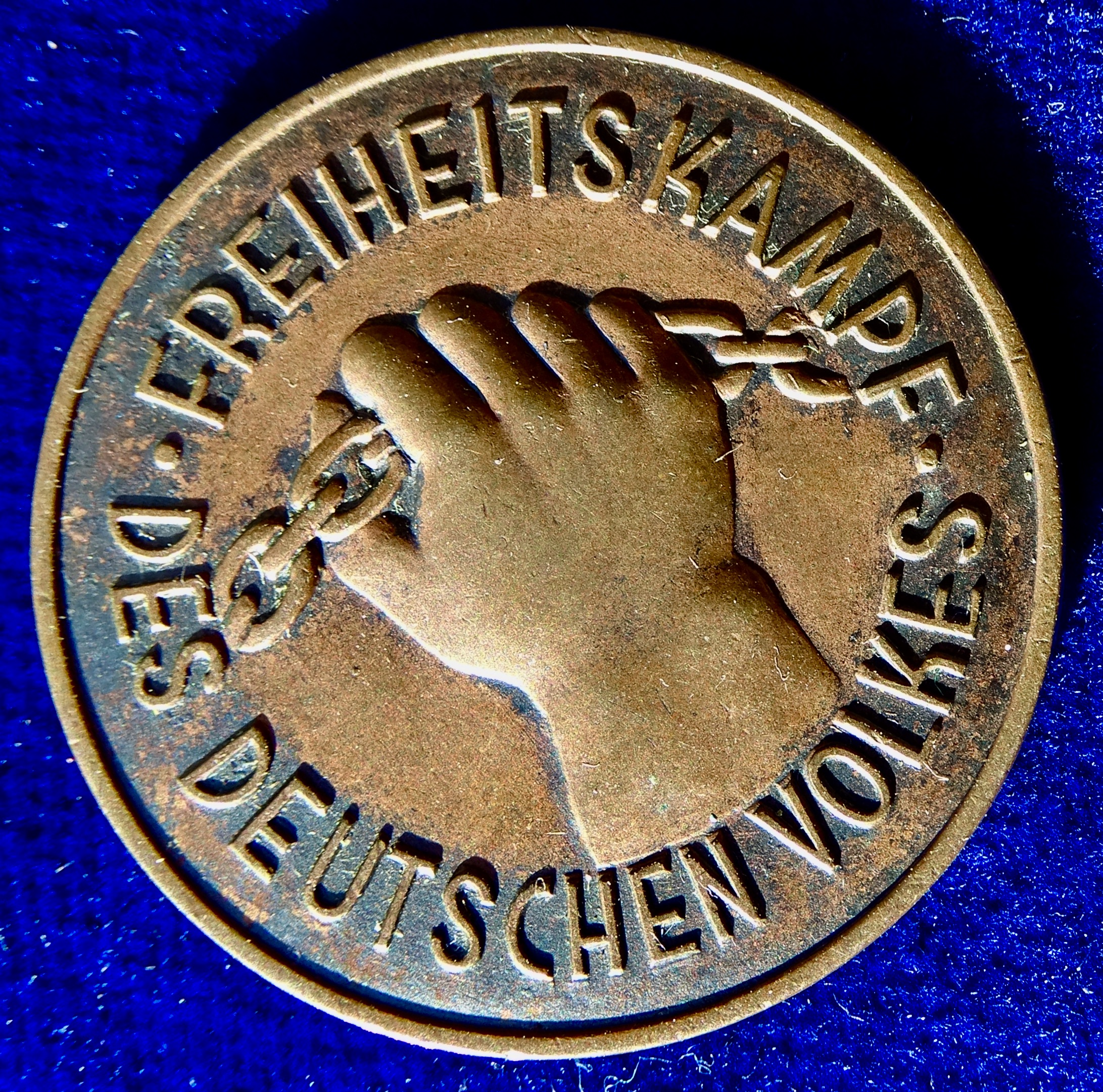
Medalha da campanha do referendo contra o Plano Young. A inscrição diz “Luta pela Liberdade do Povo Alemão”

O infame parágrafo quatro da proposta de "Lei Contra a Escravização do Povo Alemão" (mais comumente conhecida como "Lei da Liberdade") – como era chamado o projeto de lei anti-Plano Young a ser submetido ao referendo – estipulando que os membros do Reichstag que votaram no Plano Young e os funcionários públicos que entregaram reparações deveriam ser presos, foi inserido por Hitler e aceito por Hugenberg, que acreditava que isso atrairia eleitores.  O quarto parágrafo da "Lei da Liberdade" dividiu o DNVP. Westarp e vários outros membros do DNVP do Reichstag manifestaram-se contra, argumentando que o parágrafo quatro ia longe demais, enquanto a Associação do Reich da Indústria Alemã declarou a sua neutralidade, apesar dos esforços de Hugenberg para que a associação o apoiasse.  Vários industriais como Albert Vögler e Fritz Thyssen apoiaram a "Lei da Liberdade", mas a maioria se opôs, favorecendo o Plano Young, pois prometia estabilidade econômica; em vez de arriscar uma cisão, a associação declarou-se neutra em uma reunião em 20 de setembro de 1929.  Em 24 de setembro de 1929, num gigantesco comício no Palácio dos Esportes de Berlim, os quatro líderes do Comitê do Reich contra a Escravização do Povo Alemão, nomeadamente Hugenberg, Hitler, Seldte e Class, iniciaram formalmente a campanha pela "Lei Contra a Escravização do Povo Alemão".  Em 30 de novembro de 1929, quando a "Lei da Liberdade" foi apresentada ao Reichstag, 14 representantes do DNVP abstiveram-se de votar enquanto 3 votaram contra a "Lei da Liberdade", citando preocupações sobre o parágrafo quatro.  Quando Hugenberg tentou impor a disciplina partidária, 12 representantes do DNVP abandonaram o partido em protesto contra a sua liderança.  Os jornais de Hugenberg apoiaram com todas as suas forças a "Lei da Liberdade", publicando manchetes chamativas em seu apoio, mas quando o referendo foi realizado, apenas 5.538.000 alemães votaram sim à "Lei da Liberdade", o que foi insuficiente para que a lei fosse aprovada. 

### Falhas de liderança
Hitler foi capaz de usar Hugenberg para se introduzir na corrente política dominante e, uma vez que o Plano Young foi aprovado pelo Reichstag, Hitler prontamente encerrou seus laços com Hugenberg. Leopold observou que a estratégia polarizadora de Hugenberg para dividir a Alemanha em dois blocos, começando com o referendo do Plano Young, funcionou com sucesso, mas o homem que se beneficiou não foi Hugenberg como pretendido, mas sim Hitler.  Hitler culpou publicamente Hugenberg pelo fracasso da campanha, mas ele manteve os laços com as grandes empresas que o comité lhe permitiu cultivar, e isso deu início a um processo de os magnatas empresariais abandonarem o DNVP para se juntarem aos nazis. A forma como Hitler lidou com o assunto foi marcada por uma coisa: o anúncio prematuro na imprensa nazi da sua rejeição da aliança com os irmãos Strasser, cuja economia de esquerda era incompatível com o arqui-capitalismo de Hugenberg. Em 6 de janeiro de 1930, Hugenberg foi convocado para se encontrar com o presidente Paul von Hindenburg, que lhe disse que, agora que o Plano Young havia sido aprovado, ele não precisava mais de Müller e planejava trazer um novo governo presidencial muito em breve que seria "antiparlamentar e antimarxista".  Hindenburg explicou que a intenção por trás do governo presidencial, que seria baseado na "fórmula 25/48/53" (uma referência aos artigos da constituição que tornavam tal governo possível), era acabar gradualmente com a democracia, e ele queria que Hugenberg fosse um ministro do gabinete no novo governo.  Para grande desgosto de Hindenburg, Hugenberg recusou-se a participar, afirmando que não seria ministro de um governo que pagasse reparações. 

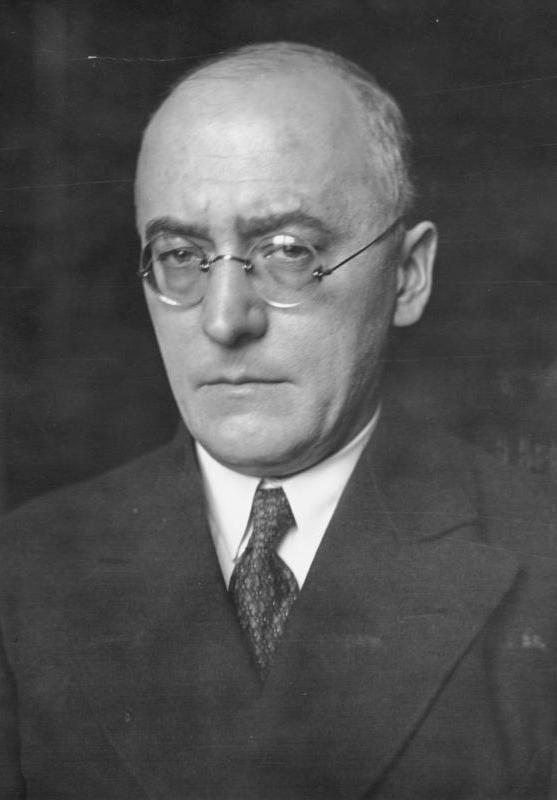
O chanceler Heinrich Brüning, que tentou sem sucesso que Hugenberg se juntasse ao seu gabinete

Numa tentativa de induzir Hugenberg a apoiar o novo governo presidencial de Heinrich Brüning, foi apresentado um projecto de lei para aumentar os impostos e, ao mesmo tempo, aumentar a ajuda governamental aos agricultores, um dos principais grupos que votaram a favor do DNVP.  A promessa de mais ajuda aos agricultores era popular nas áreas rurais, e vários representantes do DNVP liderados por Westarp queriam que o partido votasse a favor do projeto de lei, ao qual Hugenberg se opôs, alegando que parte da receita fiscal arrecadada iria para a França na forma de reparações.  Na primeira leitura do projeto de lei, em 12 de abril de 1930, o DNVP se dividiu com 31 representantes votando a favor, enquanto 23 liderados por Hugenberg votaram contra; na segunda leitura, em 14 de abril, 32 representantes do DNVP votaram a favor do projeto de lei, enquanto 20 votaram contra.  Que Hugenberg era incapaz de controlar seu próprio Reichstag. A delegação levou Hitler a zombar abertamente dele como um líder fraco.  Quando o projeto de lei foi promulgado nos termos do Artigo 48 (ou seja, por decreto presidencial), Hugenberg ordenou aos representantes do DNVP que votassem para cancelar o projeto em 18 de julho de 1930; 25 representantes do DNVP liderados por Westarp romperam com a disciplina do partido para votar a favor do projeto e deixaram o partido em protesto.  Os projetos de lei aprovados ao abrigo do Artigo 48 podem ser cancelados pelo Reichstag, mas Brüning ameaçou fazer com que Hindenburg usasse o Artigo 53 para dissolver o Reichstag para uma nova eleição caso seu projeto de lei fosse cancelado. Como consequência, Hindenburg dissolveu o Reichstag para uma eleição com apenas dois anos de mandato.  Durante a campanha eleitoral de 1930, as deficiências de Hugenberg como orador foram cruelmente expostas. Ele parecia desajeitado, arrogante e, acima de tudo, muito aborrecido.  Durante a campanha, a imprensa de Hugenberg concentrou amplamente os seus ataques no "marxismo", alertando que o SPD estava a trabalhar para uma revolução e queria aumentar os gastos no estado social como o primeiro passo para o "bolchevismo".  Os nazistas, pelo contrário, foram tratados de forma relativamente gentil pelos jornais de Hugenberg com um Der Tag editorial afirmando que não havia diferenças entre o DNVP e o NSDAP em relação à "cultura e religião, à atitude em relação ao judaísmo e à vontade de reconstrução em questões sociais e econômicas individuais".  A eleição terminou com o DNVP sendo reduzido para apenas 41 assentos, dos 73 existentes no Reichstag, enquanto os nazistas passaram dos 12 assentos conquistados em 1928 para 107 assentos. 
Em 26 de novembro de 1930, Brüning se encontrou com Hugenberg para pedir-lhe que se juntasse ao seu governo, mas Hugenberg – que ainda seguia Katastrophenpolitik – para lhe dizer que preferia ver o "colapso que eu previ" e "tenho de lutar contra você e contra todo o sistema".  Apesar de Hitler agora o ofuscar, Hugenberg estava convencido de que Hitler ainda tinha uma dívida de algum tipo que ele teria que pagar, adiando-a.  Em 10 de fevereiro de 1931, Hugenberg se juntou ao Partido Nazista e saiu do Reichstag com o DNVP como um protesto contra o governo Brüning. Nessa altura, os dois partidos formavam uma federação muito flexível, conhecida como Oposição Nacional.
Em 1930, Hugenberg estava gastando cerca de 4.600 Reichsmarks por mês no DNVP e outros 7.500 RM em despesas especiais no partido.  Em 1931, quando a Grande Depressão fez com que os lucros dos jornais de Hugenberg caíssem 30%, Hugenberg insistiu que o DNVP começasse a se tornar financeiramente autossuficiente em vez de depender dele para subsidiar o partido.  Embora os jornais de Berlim, como Der Tag e Berliner Nachtausgabe viram a circulação diminuir, continuaram no azul; em contraste, os jornais provinciais como o Süddeutsche Zeitung em Estugarda e München Augsburger Abendzeitung em Munique estavam perdendo tanto dinheiro que em 1931 Hugenberg considerou seriamente fechar ambos os jornais.  Apesar da linha anti-semita e geralmente xenófoba adoptada pelos seus jornais, Hugenberg não hesitou em usar os serviços de um banqueiro judeu alemão, Jacob Goldschmidt, para obter um empréstimo de um grupo de financiadores de Nova Iorque em Maio de 1931, o que lhe permitiu manter os seus jornais provinciais à tona. 
Embora o presidente Paul von Hindenburg não gostasse de Hugenberg, seu vizinho na Prússia Oriental e um colega Junker, Elard von Oldenburg-Januschau, era membro do DNVP.  Através de Oldenburg-Januschau, Hugenberg conseguiu encontrar Hindenburg na sua propriedade em Neudeck, onde o primeiro pressionou o último a nomeá-lo chanceler, dizendo que ele era o único homem que "controlaria a situação".  No entanto, a arrogância arrogante de Hugenberg enfureceu Hindenburg, que se queixou de ser um Junker, um marechal de campo e o presidente, enquanto Hugenberg o tratava "como um estudante". 
O jornal principal do império de mídia de Hugenberg, Der Tag, num editorial elogiou a "vontade de sacrifício" e a "coragem para lutar" dos nazis, mas acusou os nazis de serem demasiado precipitados e ignorantes de economia para governarem por si próprios, necessitando do DNVP como parceiro de coligação, uma vez que este último partido era o partido da "determinação educada, conservadora, construtiva e jovem".  O apelo não funcionou como pretendido e Ludwig Klitzsch, que dirigia a imprensa Scherl, avisou Hugenberg de que a cobertura amigável dos nazis tinha "...excedido frequentemente os limites da sabedoria política".  O facto de os membros do DNVP não terem de pagar quotas, como os membros do NSDAP, provou ser uma fraqueza, uma vez que a exigência de pagar quotas mensais inspirou os membros do Partido Nazi com muito mais devoção à sua causa do que os membros do DNVP, que presumiram alegremente que a fortuna de Hugenberg era mais do que suficiente para lidar com as necessidades financeiras do partido.  Em 1931, Hugenberg, cuja fortuna não era tão vasta como se acreditava, foi forçado a cortar o orçamento do DNVP em 31% para manter o partido solvente.  O apoio de Hugenberg às tarifas elevadas para a agricultura e o seu apelo à substituição do estado social por um programa de “auto-ajuda” para os desempregados ofenderam muitos nas cidades. 

## Frente Harzburg

### Cooperação DNVP-Nazista

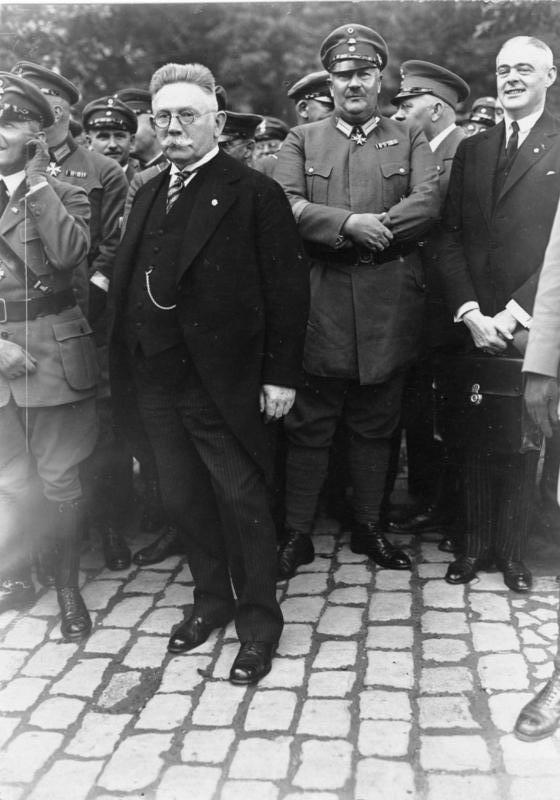
Hugenberg em Bad Harzburg, 1931, com o Príncipe Eitel Frederico

O colapso do sistema bancário alemão na primavera e no verão de 1931 foi visto por Hugenberg como uma oportunidade para criar a Sammlung nacionalista (unindo-se) que ele havia buscado com o referendo do Plano Young.  Em 9 de julho de 1931, Hugenberg divulgou uma declaração conjunta com Hitler garantindo que a dupla cooperaria para derrubar o "sistema" de Weimar. Hugenberg queria anunciar a criação de sua frente em Bad Harzburg, em Braunschweig, um land (estado) governado por uma coligação DNVP-NSDAP, para simbolizar a unidade da direita.  Hitler estava desconfiado dos planos, levando Hugenberg a reclamar em privado da sua "megalomania, mas também da sua incontrolabilidade, imprudência e falta de julgamento".  Para mostrar a sua força antes do comício conjunto em Bad Harzburg, Hugenberg realizou o congresso do partido DNVP em setembro de 1931 em Stettin, que foi intencionalmente modelado após um comício nazista.  A presença no congresso de figuras como o príncipe Óscar da Prússia, o almirante Ludwig von Schröder, o marechal de campo August von Mackensen e Fritz Thyssen pretendia mostrar que Hugenberg era um monarquista militarista cujas políticas económicas eram apoiadas pelas grandes empresas.  No congresso do partido, Hugenberg atribuiu a Grande Depressão ao Tratado de Versalhes, ao padrão-ouro e a uma crença equivocada no "capital internacional".  A primeira parte da sua solução para a Grande Depressão foi uma política de autarquia e proteccionismo.  Em última análise, Hugenberg argumentou que a solução para a Grande Depressão era o imperialismo, pois ele argumentou que os alemães eram um " Volk ohne Raum" ("pessoas sem espaço"), que ele sentia ser o problema fundamental da economia alemã.  Assim, Hugenberg argumentou que a Alemanha precisava do retorno de seu antigo império colonial na África e de conquistar Lebensraum (“espaço vital”) na Europa Oriental, que proporcionaria espaço suficiente para os alemães colonizarem e para as pessoas explorarem.  Para o comício de Bad Harzburg, Hugenberg queria uma frente ampla que enfatizasse a respeitável. Entre as pessoas que ele convidou para Bad Harzburg que participaram do comício estavam o príncipe herdeiro Guilherme, o príncipe Óscar, o príncipe Eitel Frederico, a classe Heinrich, o conde Eberhard von Kalkreuth, o almirante Magnus von Levetzow, Fritz Thyssen, o almirante Adolf von Trotha, o general Hans von Seeckt, o general Rüdiger von der Goltz, o general Karl von Einem e Hjalmar Schacht. 

### Perdas do DNVP e ascensão dos nazistas
Hugenberg e Hitler apresentaram uma frente unida em Bad Harzburg em 21 de outubro de 1931 como parte de uma manifestação mais ampla da direita, levando a sugestões de que uma Frente Harzburg envolvendo os dois partidos e a organização de veteranos Der Stahlhelm havia surgido.  Os dois líderes logo entraram em conflito, e a recusa de Hugenberg em apoiar Hitler nas eleições presidenciais alemãs de 1932 aumentou a diferença.  Na verdade, a cisão entre os dois aumentou ainda mais quando Hugenberg, temendo que Hitler pudesse ganhar a presidência, convenceu Theodor Duesterberg a concorrer como candidato Junker, depois do Príncipe Oskar da Prússia ter recusado concorrer como candidato do DNVP.  Embora Duesterberg tenha sido eliminado na primeira votação, em grande parte devido às alegações nazistas sobre sua ascendência judaica, Hitler não conseguiu garantir a presidência. Como Duesterberg obteve apenas 6,8% dos votos, em comparação com os 30,1% de Hitler e os 49,6% de Hindenburg, ele desistiu do segundo turno da eleição presidencial.  Em desespero, Hugenberg tentou fazer com que o príncipe herdeiro Wilhelm concorresse como candidato do DNVP, apenas para que o imperador exilado emitisse uma declaração dizendo que era "uma idiotice absoluta" seu filho concorrer à presidência.  Mais prejudicial, o príncipe herdeiro Wilhelm anunciou que não se candidataria ao DNVP e, em vez disso, apoiou Hitler como presidente. 
Os discursos de Hugenberg eram extremamente enfadonhos e a sua tentativa de criar um culto de personalidade ao estilo de Hitler em torno de si falhou.  Os maneirismos de Hugenberg e seu sotaque de classe alta deram-lhe a imagem de "...um semideus arrogante e inacessível" que nada sabia sobre as preocupações das pessoas comuns.  A astúcia de Hugenberg nos negócios lhe rendeu os apelidos de "Aranha Cruzada" e "Raposa Prateada"; no entanto, como líder do DNVP, ele era amplamente conhecido como "o Hamster".  A constituição robusta e a baixa estatura de Hugenberg, juntamente com seu bigode de guidão, corte de cabelo escovado e o estilo Wilhelmine de se vestir com gola alta, faziam-no parecer um hamster, dando-lhe um apelido que ele odiava; de forma mais ampla, o apelido sugeria que ele não estava sendo levado tão a sério quanto gostaria.  Em 1932, o Barão Thilo von Wilmowsky, que era casado com Barbara von Krupp, a irmã mais nova de Bertha von Krupp e era amplamente considerado o porta-voz da família Krupp, tentava destituir Hugenberg da liderança do DNVP, convencido de que sua total falta de carisma e charme estava levando o partido ao desastre.  Um grupo de industriais hanoverianos ofereceu 100.000 Reichsmarks para ajudar qualquer um que estivesse disposto a tentar depor Hugenberg.  Outros industriais, como Friedrich Springorum do Ruhr, ainda estavam comprometidos com Hugenberg, embora apenas com a justificativa negativa de que depor Hugenberg dividiria ainda mais o DNVP.  O magnata do aço Fritz Thyssen abandonou o DNVP pelo NSDAP, emitindo uma declaração culpando Hugenberg por todos os problemas na Frente de Harzburg e afirmou que Hitler era o melhor homem para acabar com a República de Weimar, razão pela qual se juntou ao NSDAP.  Ao ver seus planos se desfazerem, Hugenberg escreveu em uma carta a Leo Wegener, em 15 de março de 1932, que ele não era um líder, mas uma "escada de galinha", uma referência ao provérbio alemão "a vida é uma escada de galinha - caga de cima para baixo". 
Na eleição para o Landtag Prussiano em 24 de abril de 1932, Hugenberg fez campanha por uma coalizão NSDAP-DNVP, afirmando em um discurso em 21 de abril de 1932: "Devemos isso à juventude e aos nossos filhos, enfatizar alto e claro nesta campanha que não somos nacional-socialistas e que os nacional-socialistas sozinhos e sem nós são incapazes de resolver os problemas do nosso tempo."  Apesar de seu apelo, os eleitores do DNVP desertaram de seu partido para os nazistas em grande número, com o DNVP sofrendo um declínio de 56% em sua parcela de votos em comparação com a última eleição prussiana de 1928.  Em contrapartida, os nazis passaram de 8 assentos no Landtag Prussiano para 162 assentos.  Como a Prússia era o maior e mais populoso dos estados da Alemanha, a eleição prussiana foi amplamente vista como um sinal de que os nazistas haviam substituído o DNVP como o principal partido da direita.

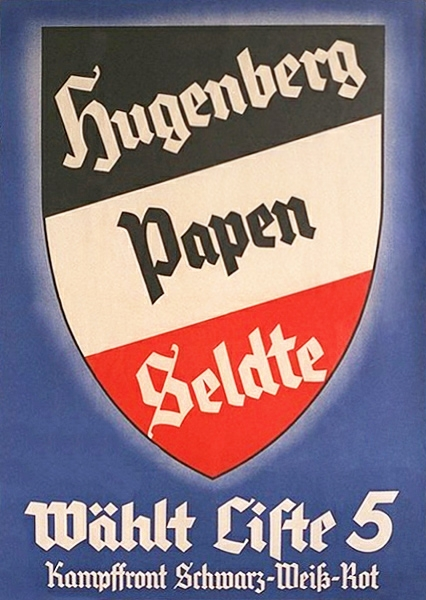
Cartaz da campanha de Hugenberg-Papen-Seldte: "Lista de votação 5 / Frente de batalha preto-branco-vermelho"

Juntamente com o Partido Popular Alemão, o DNVP era o único partido no Reichstag que apoiava o novo governo liderado por Franz von Papen, e embora três ministros do novo gabinete fossem membros do DNVP, o próprio Hugenberg foi excluído.  O general von Bredow, o braço direito do general Kurt von Schleicher, o mentor que criou o novo governo Papen, escreveu em um memorando que a "aparência, os discursos e a intratabilidade" de Hugenberg faziam com que a maioria das pessoas o odiasse naturalmente, e mantê-lo fora do gabinete Papen seria uma vantagem.  Como Papen não era membro de nenhum partido depois de renunciar ao Partido do Centro, Hugenberg durante o primeiro Reichstag a campanha eleitoral no verão de 1932 apresentou o voto no DNVP como a melhor forma de votar em Papen.  Como Papen era um chanceler extremamente impopular, esta estratégia foi um desastre e no Reichstag eleição em 31 de julho de 1932, o DNVP sofreu seu pior resultado de sempre, ganhando apenas 5,9% dos votos, dando ao DNVP apenas 36 assentos no Reichstag .  Em contrapartida, o NSDAP obteve o seu melhor resultado de sempre numa eleição livre, conquistando 37% dos votos e 230 assentos no Reichstag .  Hugenberg, apesar da derrota sofrida pelo DNVP na eleição, permaneceu otimista. Para Hugenberg, a sua política de polarização atingiu o seu objectivo ao colapsar o “meio” na política alemã, como ele pretendia.  Além disso, para ele, o propósito do “bloco nacional” era apenas um meio para acabar com “o sistema”, como ele chamava a República de Weimar, de baixo para cima; agora, o governo presidencial liderado por Papen oferecia os meios para acabar com a República de Weimar de cima para baixo.  A possibilidade de uma aliança entre os nazis e o Centro sem o DNVP, que foi discutida abertamente, levou Hugenberg a condenar Hitler por usar métodos parlamentares.  Os principais ministros do gabinete de Papen, como o Ministro da Defesa, General Kurt von Schleicher; o Ministro das Relações Exteriores, Konstantin von Neurath, e o Ministro do Interior, Wilhelm von Gayl, frequentemente se reuniam com Hugenberg em particular para discutir políticas que o DNVP poderia apoiar, e Papen, em uma carta, declarou que concordava com as políticas econômicas de Hugenberg de corte de salários e protecionismo. 
Quando o Reichstag reuniu-se em 12 de setembro de 1932, Papen foi derrotado pela mais esmagadora moção de desconfiança da história alemã, com 512 membros do Reichstag votando a favor da moção, enquanto apenas 42 votaram contra.  A pedido de Papen, Hindenburg dissolveu o Reichstag para novas eleições em vez de permitir a formação de outro governo, e na campanha eleitoral que se seguiu, Hugenberg adotou uma linha fortemente antinazista, retratando Hitler como irresponsável e perigoso.  Hugenberg apresentou-o como o principal apoiador do governo Papen, e os jornais de Hugenberg lançaram uma linha de ataque sustentada aos nazis como oportunistas que estavam dispostos a aceitar o dinheiro de Hugenberg, mas não a sua orientação.  Durante a eleição, Hugenberg foi pressionado a demitir-se dentro do seu partido e por muitos dos industriais, com Hugo Stinnes a declarar numa carta de 19 de Setembro de 1932: "Hugenberg está certamente certo, mas não consegue inspirar entusiasmo e é disso que se trata." 
O partido de Hugenberg teve um crescimento de apoio nas eleições de novembro de 1932 às custas dos nazistas. Hugenberg declarou mais uma vez seu apoio ao governo presidencial de Papen e aconselhou Hindenburg: "Não achei Hitler muito leal aos acordos; toda a sua maneira de lidar com os assuntos políticos torna muito difícil confiar a Hitler a liderança política. Eu teria reservas muito graves contra isso."  Em dezembro de 1932, Hugenberg elaborou planos para um governo presidencial a ser chefiado pelo popular prefeito de Leipzig, Carl Goerdeler, no qual Hugenberg atuaria como "ditador econômico".  Como parte dos seus planos, Hugenberg elaborou uma lista de 13 “Medidas Urgentes” para impor o controlo totalitário, com toda a oposição a ser considerada traição, a censura a ser imposta, as greves tornadas ilegais e a polícia a ter o poder de levar as pessoas sob "custódia protetora" sem acusações.  Ao mesmo tempo, Hugenberg escreveu uma carta a Hitler sugerindo que os nazis participassem como ministros neste governo proposto.  Em uma reunião secreta entre Hugenberg e Hitler, uma espécie de reconciliação foi acordada. Hugenberg esperava aproveitar os nazistas para seus próprios fins mais uma vez e, como tal, abandonou seus ataques a eles durante a campanha para as eleições de março de 1933. 

## Ascensão de Hitler ao poder

### Negociações com Papen e Hitler
No início de janeiro de 1933, o chanceler Kurt von Schleicher desenvolveu planos para um governo de coalizão expandido, para incluir não apenas Hugenberg, mas também o dissidente nazista Gregor Strasser e o político do Partido do Centro Adam Stegerwald. Embora Hugenberg tivesse planos de retornar ao governo, seu ódio à atividade sindical significava que ele não tinha intenção de trabalhar com Stegerwald, o líder do movimento sindical católico. Quando Schleicher se recusou a excluir Stegerwald dos seus planos, Hugenberg interrompeu as negociações. 
O principal confidente de Hugenberg, Reinhold Quaatz, apesar de ser meio judeu, pressionou Hugenberg a seguir um caminho mais völkisch e trabalho com o Partido Nazista, e após o colapso das negociações de Schleicher, esse foi o caminho que ele seguiu. Na Alemanha da época, não havia pesquisas de opinião pública (uma invenção americana que só cruzou o Atlântico no final da década de 1930), e as eleições estaduais eram tratadas como o melhor barômetro da opinião pública. Na eleição realizada em 11 de janeiro de 1933 no pequeno e predominantemente rural estado de Lippe, o DNVP teve um desempenho ruim, perdendo 4.000 votos, enquanto os nazistas ganharam 5.000 votos em comparação com a última eleição de Lippe.  Embora Lippe fosse apenas um pequeno estado, o resultado das eleições foi tomado como um sinal de que os nazistas haviam recuperado o ímpeto que haviam perdido com o mais recente Reichstag eleição.  Além disso, após quase cinco anos como líder do DNVP, Hugenberg estava profundamente frustrado e zangado com o seu fracasso em chegar ao poder, apesar de todos os seus esforços, e ficou ainda mais desesperado a este respeito.  Sabendo que muitas pessoas em seu partido queriam vê-lo renunciar, Hugenberg se sentiu sitiado. Ele escreveu a Wegener em 2 de janeiro de 1933: "Vejo as dificuldades crescendo ao redor... Eu mesmo estou envelhecendo e muitas vezes não [sei] como as dificuldades devem ser superadas."  Hugenberg desejava um governo presidencial que executasse as "medidas urgentes" que ele havia imaginado e, embora inicialmente quisesse que Goerdeler fosse nomeado chanceler, ele estava preparado para aceitar Papen ou Schleicher como substituto. 
Hugenberg e Hitler se encontraram em 17 de janeiro de 1933, e Hugenberg sugeriu que ambos entrassem para o gabinete de Kurt von Schleicher, uma proposta rejeitada por Hitler, que não desistiu de suas exigências para a chancelaria. Hitler concordou em princípio em permitir que Schleicher servisse sob seu comando como ministro da Defesa, embora Hugenberg tenha avisado o líder nazista que enquanto Paul von Hindenburg fosse presidente, Hitler nunca seria chanceler.  Um novo encontro entre os dois ameaçou sabotar qualquer aliança depois de Hugenberg ter rejeitado as exigências de Hitler para o controlo nazi sobre os ministérios do interior da Alemanha e da Prússia, mas nessa altura Franz von Papen tinha aceitado a ideia de Hitler como chanceler e trabalhou arduamente para persuadir os dois líderes a unirem-se. 
Durante as negociações entre Franz von Papen e o presidente Paul von Hindenburg, Hindenburg insistiu que Hugenberg recebesse os ministérios da Economia e da Agricultura, tanto a nível nacional como na Prússia, como condição para que Hitler se tornasse chanceler, o que foi uma surpresa dada a antipatia bem divulgada do presidente por Hugenberg.  Hugenberg, ansioso por uma parte do poder, concordou com o plano e continuou a acreditar que poderia usar Hitler para seus próprios fins, dizendo ao líder de Stahlhelm, Theodor Duesterberg, que "iríamos encurralar Hitler".  Em 27 de janeiro de 1933, Hugenberg se encontrou com Hitler e foi informado de que Papen agora apoiava um gabinete com Hitler como chanceler e Papen como vice-chanceler. Hugenberg poderia realizar o seu sonho há muito procurado de ser o "ditador económico" ou entrar na oposição; ele estava inclinado para a primeira opção.  Em 29 de janeiro, Papen encontrou-se com Hugenberg para lhe dizer que ele poderia ser o "ditador económico" num gabinete de Hitler, uma proposta que o vice de Hugenberg, Otto Schmidt-Hanover, apelidou de "uma oferta atraente".  As garantias de Papen de que Hitler seria "encurralado", já que a maioria do gabinete não seria nazista, juntamente com a chance de ser "ditador econômico", levaram Hugenberg a aceitar Hitler como chanceler e se juntar ao novo governo. 

### Membro do gabinete de Hitler

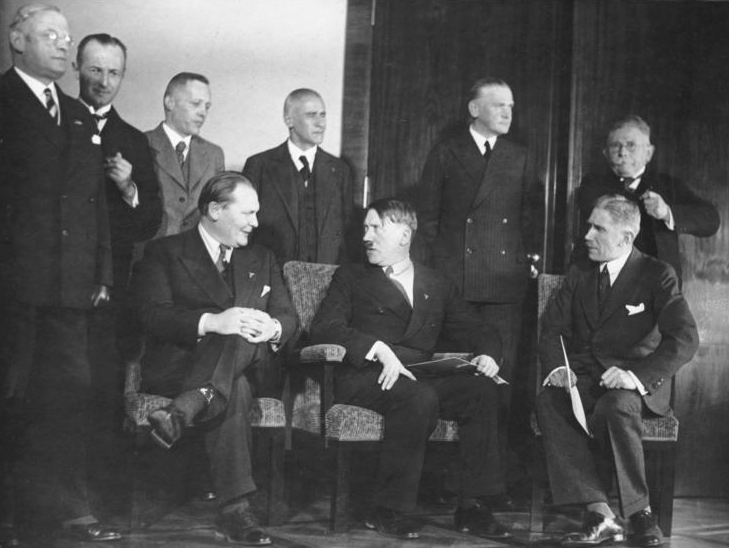
Hugenberg (em pé, na extrema direita) no primeiro gabinete de Hitler, 30 de janeiro de 1933

Hugenberg concordou em juntar-se ao governo de Hitler com o entendimento de que não haveria um novo Reichstag eleições, e ao esperar para ser empossado pelo presidente Hindenburg, ele soube pela primeira vez que Hitler estava planejando convocar novas eleições, precipitando uma longa discussão com Hitler.  O chefe da chancelaria presidencial, Otto Meißner, foi forçado a comparecer ao gabinete do presidente para relatar que Hindenburg foi forçado a esperar mais meia hora e estava ameaçando cancelar a cerimônia de posse. Papen mediou a disputa, afirmando que a questão das novas eleições seria considerada depois da tomada de posse do novo governo.  Hugenberg inicialmente rejeitou os planos de Hitler de convocar imediatamente uma nova eleição, temendo os danos que tal votação poderia infligir ao seu próprio partido, mas, após ser informado por Otto Meißner que o plano tinha o apoio de Hindenburg, e por Papen que Schleicher estava se preparando para lançar um golpe militar, ele concordou com os desejos de Hitler.  Hugenberg fez uma campanha vigorosa pela aliança NSDAP-DNVP, embora outros membros importantes de seu partido expressassem medo dos elementos socialistas e da retórica nazista. Eles apelaram por uma ditadura sem partido, mas Hitler ignorou os seus apelos. 
Sabendo das fortes tendências antipolonesas de Hugenberg, o embaixador polonês, Alfred Wysocki, relatou ao ministro das Relações Exteriores polonês, Jozef Beck, que o membro mais perigoso do gabinete do novo governo não era Hitler, mas sim Hugenberg.  Hugenberg, que serviu conjuntamente como Reich e ministros prussianos da economia e da agricultura, e gabou-se dos seus planos de ser "ditador económico", sendo amplamente visto como o ministro dominante no novo governo.  O embaixador francês André François-Poncet relatou a Paris "na associação dos três homens [Hitler, Papen e Hugenberg]...o menos perigoso, o menos problemático certamente não é M. Hugenberg".  Hugenberg nomeou Paul Bang, o especialista económico da Liga Pan-Germânica, como secretário de Estado (o segundo homem) no Ministério da Economia.  Bang era conhecido pelas suas “ideias autárquicas e pelo seu fanatismo racista” e mostrou-se mais interessado nas leis anti-semitas do que na economia.  O homem que Hugenberg nomeou secretário de Estado no Ministério da Agricultura, Hans-Joachim von Rohr, mostrou-se mais interessado na sua pasta, mas, tal como muitas outras pessoas, achou Hugenberg um homem difícil de trabalhar. 
Hugenberg não fez nenhum esforço para impedir a ambição de Hitler de se tornar um ditador; ele próprio era autoritário por inclinação. Em 2 de fevereiro de 1933, Hitler pediu a Hindenburg que dissolvesse o Reichstag para novas eleições, pedido que foi atendido.  Numa declaração à imprensa, o novo governo anunciou sem qualquer sentido de ironia que as eleições eram necessárias para "acabar com a perda de honra e de liberdade" na Alemanha, que se dizia ter começado com a revolução de Novembro de 1918.  Hitler queria um novo Reichstag para aprovar a Lei Habilitante, uma lei especial de emergência que permitiria ao chanceler governar por decreto em vez do Reichstag . Num editorial publicado em todos os seus jornais, Hugenberg defendeu o novo governo como necessário para defender o “modo de vida conservador cristão” contra as forças do “ateísmo e do liberalismo, do socialismo e do marxismo” e para regressar ao “estado puro” que operava “de acordo com a tradição prussiana”.  Embora não pudesse atacar muito o seu aliado da coligação, Hugenberg argumentou que os seus apoiantes deveriam votar no DNVP porque os nazis "não tinham reconhecido inequivocamente os princípios da economia privada".  Num comício realizado em 11 de fevereiro de 1933, no qual participaram Papen e o líder do Stahlhelm Franz Seldte, Hugenberg anunciou a formação da "Frente de Batalha Preta-Branca-Vermelha", dizendo que o "movimento nacional avançou em duas colunas", sendo uma os nazistas e a outra a "direita, a Frente de Batalha Preta-Branca-Vermelha, a burguesia nacional da melhor tradição".  Hugenberg usou seu controle da UFA na eleição, fazendo com que os cinemas da UFA exibissem noticiários que enfatizavam seu papel no novo governo.  Durante as eleições, os cinemas da UFA exibiram filmes marcadamente nacionalistas. 
Quando o Reichstag foi incendiado em 28 de fevereiro de 1933 em um ato de incêndio criminoso cometido pelo comunista holandês Marinus van der Lubbe, que decidiu incendiar o Reichstag como um ato de protesto político, Hugenberg concordou com a alegação de Hitler de que o incêndio era parte de uma conspiração comunista. Num discurso proferido logo após o Reichstag fogo, Hugenberg falou da necessidade de "medidas draconianas" contra os comunistas e de "exterminar os focos onde o bolchevismo pode florescer", acrescentando que "nestes tempos difíceis não pode mais haver meias medidas... nem compromisso, nem covardia".  Juntamente com os outros membros do DNVP do gabinete, ele votou a favor do Decreto de Incêndio do Reichstag de 1933, que efetivamente eliminou as liberdades civis.  O Reichstag a eleição de 5 de março de 1933 foi, segundo a própria admissão de Hugenberg, um "fracasso", já que o DNVP obteve apenas 3,1 milhões de votos, em comparação com o NSDAP, que obteve 17 milhões de votos.  De acordo com o Decreto de Incêndio do Reichstag, Hitler proibiu o Partido Comunista Alemão (KPD), o que significava que, mesmo sem o DNVP, os nazistas ainda tinham a maioria no novo Reichstag.  Hugenberg estava silenciosamente preocupado com o que Hitler poderia fazer se o Reichstag aprovou a Lei Habilitante e tentou incluir algumas emendas destinadas a limitar o poder de Hitler, mas foi prejudicado por Hindenburg e pelos apelos de dentro do seu próprio partido para se fundir com o Partido Nazista. Hugenberg, juntamente com o resto dos membros do DNVP do Reichstag, votaram a favor da Lei Habilitante, que Hugenberg racionalizou com base no facto de a ativação da Lei de Concessão se referir ao "governo atual", o que Hugenberg interpretou como significando que Hitler não o poderia demitir do gabinete.  De todos os membros do Reichstag, apenas os sociais-democratas votaram contra a  Lei de Concessão (o KPD já havia sido banido).

## Afastamento da política
Nas eleições, o DNVP de Hugenberg conquistou 52 assentos no Reichstag, embora qualquer esperança de que esses assentos pudessem garantir influência para o partido tenha evaporado com a aprovação da Lei de Concessão de Plenos Poderes de 1933 (que o DNVP apoiou) logo após a votação. No entanto, Hugenberg foi Ministro da Economia no novo governo e também foi nomeado Ministro da Agricultura no gabinete nazista, em grande parte devido ao apoio que seu partido tinha entre os proprietários de terras do norte da Alemanha. Papen, que se imaginava como um controlo sobre Hitler, provou ser uma personalidade demasiado superficial para tal função, enquanto Hugenberg, que normalmente trabalhava 14 horas por dia, provou estar demasiado envolvido nas complexidades das suas pastas para oferecer um controlo eficaz.  Hugenberg, que se recusou a contratar uma secretária e escreveu todos os seus longos memorandos à mão, pois não sabia usar uma máquina de escrever, provou ser um homem teimoso e desagradável, com quem até mesmo os outros ministros conservadores achavam difícil lidar.  Hugenberg considerava-se o "ditador económico", mas nas reuniões de gabinete os outros ministros conservadores, como Papen, o Ministro dos Negócios Estrangeiros Barão Konstantin von Neurath e o Ministro da Defesa General Werner von Blomberg, todos se opuseram aos planos de Hugenberg para uma economia autárquica, considerando-os impraticáveis e susceptíveis de isolar a Alemanha internacionalmente.  Neurath, um diplomata experiente que já havia servido como embaixador em Londres e Roma, argumentou que o principal perigo do exterior era a perspectiva de uma "guerra preventiva" da França. Para pôr fim a esta perspectiva, Neurath argumentou que a Alemanha precisava, no momento, de se apresentar como um membro mais ou menos cooperativo da comunidade internacional, e que as políticas económicas defendidas por Hugenberg provavelmente custariam à Alemanha boa vontade numa altura em que a boa vontade era muito necessária. 
Como ministro, Hugenberg declarou uma moratória temporária sobre execuções hipotecárias, cancelou algumas dívidas e impôs tarifas sobre alguns produtos agrícolas amplamente produzidos para estimular o setor. Como um movimento para proteger a produção de leite, ele também colocou limites na produção de margarina, embora essa mudança tenha causado um rápido aumento no preço da manteiga e da margarina e tornado Hugenberg uma figura impopular fora da comunidade agrícola, acelerando a saída inevitável dos não-nazistas do gabinete.  O DNVP, apesar de toda a sua hostilidade ao liberalismo, estava profundamente comprometido com o Rechtsstaat (Estado de Direito) e desacostumados a lidar com o dinamismo nazista e o desprezo pelas leis, uma vez que os nazistas tendiam a agir ilegalmente e a apresentar um fait accompli aos seus aliados do DNVP, que aceitaram docilmente o que tinha sido feito.  Em 17 de maio de 1933, Hugenberg encontrou-se com Hindenburg para reclamar que os nazis tinham forçado alguns funcionários públicos que eram membros do DNVP a abandonarem os seus empregos ou, alternativamente, tinham-nos forçado a juntar-se ao NSDAP.  Hindenburg mostrou-se desinteressado e disse a Hugenberg que acreditava “que o Reich O Chanceler tem as melhores intenções e trabalha com as mãos limpas no interesse da Pátria e no espírito de justiça".  Hindenburg admitiu que alguns dos nazis estavam a agir ilegalmente, mas disse a Hugenberg que não tomaria nenhuma medida porque este era um "momento crítico" e é preciso lembrar "que revolta nacional o novo movimento nos trouxe". 
Enquanto isso, em junho de 1933, Hitler foi forçado a repudiar o plano proposto por Hugenberg enquanto participava da Conferência Econômica Mundial de Londres, de que um programa de expansão colonial alemã na África e na Europa Oriental era a melhor maneira de acabar com a Grande Depressão, que criou uma grande tempestade no exterior. Hugenberg argumentou num discurso proferido em Londres em 16 de junho de 1933 que a Alemanha precisava do retorno de todas as suas antigas colônias na África para "abrir caminho para um Volk ohne Raum (nação sem espaço) áreas que poderiam proporcionar espaço para o assentamento de sua raça vigorosa e construir grandes obras de paz".  Tanto o governo francês como o soviético apresentaram formalmente notas de protesto, o governo francês devido à exigência de devolução das antigas colónias em África, enquanto o governo soviético opôs-se ao facto de a União Soviética ser o Lebensraum que Hugenberg tinha em mente para a colonização alemã.  Numa tentativa de conter os danos causados por Hugenberg, Neurath emitiu uma declaração à imprensa britânica, afirmando que estas eram apenas as opiniões “privadas” do ministro da Economia.  Em vez de aceitar a repreensão, Hugenberg optou por emitir uma declaração alegando que estava falando em nome do governo alemão, uma ação que fez a delegação alemã parecer "ridícula", como Neurath reclamou em uma reunião de gabinete subsequente.  Neurath disse ao gabinete que "um único membro não pode simplesmente ignorar as objecções dos outros" e que Hugenberg "ou não compreendia essas objecções, que eram naturalmente disfarçadas de forma polida, ou não queria compreendê-las".  O facto de Hugenberg ter escolhido envolver-se numa vingança com Neurath sobre os comunicados de imprensa conflitantes emitidos em Londres, em vez de abandonar o assunto, como Neurath o tinha instado a fazer, fê-lo parecer muito mesquinho e rancoroso e custou-lhe qualquer simpatia que pudesse ter desfrutado dos outros ministros conservadores do gabinete.  Num golpe adicional, durante o seu tempo em Londres, o partido dissolveu tanto o Kampfring, a ala paramilitar do DNVP e sua ala jovem, a Juventude Bismarck.  O destino de Hugenberg foi selado quando o secretário de Estado prussiano Fritz Reinhardt, aparentemente subordinado de Hugenberg como Ministro da Economia, apresentou um plano de criação de empregos ao gabinete. A política foi apoiada por todos os membros, exceto Hugenberg.
Uma figura cada vez mais isolada, Hugenberg foi finalmente forçado a demitir-se do gabinete após uma campanha de boatos contra ele para removê-lo do poder.  Ele anunciou sua renúncia formal em 29 de junho de 1933 e foi substituído por outros que eram leais ao Partido Nazista, Kurt Schmitt no Ministério da Economia e Richard Walther Darré no Ministério da Agricultura.  Um "Acordo de Amizade" foi assinado entre os nazistas e o DNVP imediatamente depois, cujos termos efetivamente dissolveram os nacionalistas, com os membros sendo incentivados a se juntar ao Partido Nazista. Na verdade, a Frente Nacional Alemã (DNF), como a DNVP era oficialmente chamada desde Maio de 1933, dissolveu-se oficialmente em 27 de Junho. Hugenberg assinou um acordo escrito para dissolver a DNF, em troca do qual Hitler prometeu que os funcionários públicos que eram membros da DNF seriam reconhecidos como "combatentes plenos e legalmente iguais" e que os membros do partido seriam libertados na prisão.  A última declaração de Hugenberg ao comité executivo do partido foi que "todos temos motivos para ir para casa e esconder-nos nos nossos armários ou ir para a floresta". 
Embora afastado do seu cargo no gabinete, Hugenberg foi, juntamente com Papen e outros antigos membros do DNVP e do Partido do Centro, incluído na lista nazi de candidatos para as eleições de Novembro de 1933.  No entanto, a sua posição junto dos nazis tinha caído tanto que, em Dezembro de 1933, a Telegraph Union, a agência noticiosa propriedade de Hugenberg, foi de facto adquirida pelo Ministério da Propaganda e fundida numa nova Agência Alemã de Notícias.  Hugenberg foi autorizado a permanecer no Reichstag até 1945 como um dos 22 chamados membros "convidados" que foram oficialmente designados como representantes não partidários. Dado que partilhavam a assembleia com 639 deputados nazis, e dado que o Reichstag se reunia cada vez menos frequentemente, independentes como Hugenberg não tinham qualquer influência.

### Jornais da Scherl-Verlags (comprados por Hugenberg)

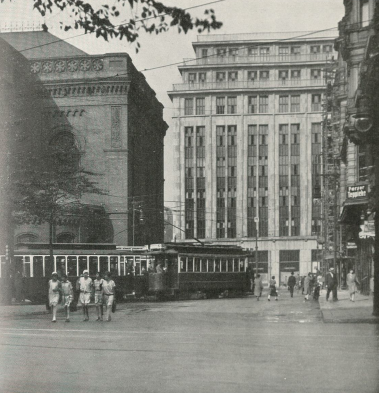
Berlin Scherlhaus, 1928

| - Der Tag - Berliner Lokal-Anzeiger - Berliner Illustrierte Nachtausgabe - Die Woche - Scherl's Magazin - Gartenlaube - Silberspiegel - Allgemeiner Wegweiser | - Scherls Wohnungs-Zeitung - Filmwelt - Denken und Raten - Das Grundeigentum - Der Kinematograph - Echo - Deutsche technische Auslandszeitschrift - Der Adler |

### Jornais de propriedade ou parcialmente de propriedade da empresa Hugenberg
| - Hannoverscher Kurier - Schlesische Zeitung - Lippische Tageszeitung - Merseburger Tageblatt - München-Augsburger Abendzeitung - Rheinisch-Westfälische Zeitung - Bergisch-Märkische Zeitung - Schwäbischer Kurier - Magdeburger Tageszeitung - Weimarer Zeitung - Saale Zeitung - Mitteldeutsche Zeitung | - Eiserne Blätter - Deutsche Zeitung - Motorschau – Nationale Deutsche Motorfahrt-Zeitung - Kösliner Zeitung - Stargarder Zeitung - Oberschlesische Tageszeitung - Oppelner Nachrichten - Volksbote f. d. Kreise Kreuzburg u. Rosenberg - Rosenberger Zeitung - Stralsunder Zeitung - Münchner Neueste Nachrichten - Fränkischer Kurier - Hamburger Nachrichten - Leipziger Neueste Nachrichten |

## Anos posteriores
Embora Hugenberg tenha perdido o Sindicato dos Telégrafos logo no início, ele manteve a maior parte de seus interesses na mídia até 1943, quando a Eher Verlag comprou sua Scherl House. Hugenberg não os deixou ir por pouco, no entanto, pois negociou uma grande carteira de ações nas indústrias Renana-Vestfália em troca de sua cooperação. Hugenberg viu Hitler pela última vez em fevereiro de 1935, quando apresentou um plano para substituir moradias alugadas por condomínios, que não deu em nada.  Em 1935, Hugenberg possuía apenas os jornais Scherl e a UFA, o que lhe dava uma renda anual de 500.000 Reichsmarks .  Os jornais Scherl, como o Berliner Illustrierte Nachtausgabe e Der Adler continuou a ser publicado durante o Terceiro Reich e vendeu bem.  As negociações para a venda forçada da casa Scherl foram conduzidas pelo Reich O ministro da Economia, Walther Funk, disse essencialmente a Hugenberg que ele tinha que vender os jornais Scherl, mas que eles pagariam qualquer preço que ele pedisse.  Pouco depois da venda em 1944, um bombardeio britânico destruiu a fábrica de jornais onde os jornais Scherl eram publicados.  O filho de Hugenberg foi morto em combate na Frente Oriental; caracteristicamente, ele se recusou a expressar qualquer pesar em público para não ser acusado de fraqueza. 
No final da guerra, Hugenberg estava morando em sua propriedade em Rohbraken, em Lippe, que acabou ficando na zona de ocupação britânica.  Hugenberg foi preso pela polícia militar britânica em 28 de setembro de 1946, e seus bens restantes foram congelados.  Hugenberg foi inicialmente detido após a guerra, mas em 1949 um tribunal de desnazificação em Detmold o considerou um "Mitläufer" ("companheiro de viagem") em vez de um nazista, o que significa que ele foi autorizado a manter sua propriedade e interesses comerciais. Hugenberg passou os últimos anos da sua vida a negar qualquer responsabilidade pelo regime nazista, continuando a insistir que sempre agiu corretamente e que não tinha nada de que se envergonhar.  Ele morreu em Kükenbruch (hoje parte de Extertal) perto de Detmold em 12 de março de 1951, tendo apenas a companhia de uma enfermeira, pois desejava que sua família não o visse em seus estertores. 